# Storia del Manchester United Football Club
Di seguito è trattata la storia del Manchester United Football Club dal 1878 ai nostri giorni.
Il Manchester United è stato fondato nel 1878 con il nome Newton Heath LYR Football Club dal dipartimento di trasporto e vagoni della stazione ferroviaria del Lancashire e Yorkishire situata a Newton Heath. Inizialmente la squadra gioca delle partite contro gli altri dipartimenti e contro le compagnie ferroviarie nel campo casalingo North Road, ma nel 1888 il club diviene membro fondatore del The Combination, una lega calcistica regionale. Tuttavia, dopo lo scioglimento della lega prima della fine della sua stagione d'esordio, il Newton Heath entra nella neonata Football Alliance, che rimane per tre stagioni prima di esser assorbita dalla Football League. Il Newton Heath s'iscrive alla First Division 1892-1893, divenendo sempre più indipendente dalla compagnia ferroviaria, togliendo "LYR" dal nome della società e spostandosi al campo Bank Street. Alla seconda stagione la squadra retrocede in Second Division.
Nel gennaio 1902, con debiti per 2.670 sterline (equivalenti alle odierne 250.000), la società viene avvisata con un provvedimento di liquidazione. Il capitano Harry Stafford trova quattro imprenditori locali, tra i quali anche John Henry Davies, che diviene presidente del Newton Heath, disposti ad investire £ 500 in cambio di un coinvolgimento diretto nella gestione della società. Per segnare questo nuovo inizio, il 24 aprile 1902, la squadra viene rinominata Manchester United. Sotto Ernest Mangnall, che diviene segretario del club nel 1903, la squadra conclude la Second Division al secondo posto nel 1906 e si assicura la promozione in prima divisione, categoria che il Manchester United vincerà per la prima volta nel 1908. La stagione seguente inizia con la vittoria della prima Charity Shield e finisce con la vittoria della prima FA Cup. Il Manchester United si sposta all'Old Trafford nel 1910, vincendo il suo secondo titolo inglese nel 1911, ma alla fine della stagione seguente, il segretario Mangnall si trasferisce al Manchester City.
Nel 1922, tre anni dopo la fine della prima guerra mondiale, la società viene retrocessa in seconda divisione, dove rimane per alcuni anni prima di conquistare la promozione nel 1925. Retrocesso nuovamente nel 1931, il Manchester United comincia un periodo altalenante, concludendo la Second Division del 1934 al ventiduesimo posto, peggior piazzamento della storia del club. Con la morte dei John Henry Davies, nell'ottobre del 1927 le finanze del club precipitano al punto che la società rischia nuovamente la bancarotta se non fosse per un investimento di £ 2.000 nel dicembre del 1931 da parte di James William Gibson, che assume il controllo del club. Nella stagione 1938-1939, l'ultimo anno calcistico prima della seconda guerra mondiale, il Manchester United chiude il torneo al quattordicesimo posto in prima divisione. Durante il conflitto, la società partecipa alla Wartime League e alla Football League War Cup, ma nel 1941, l'Old Trafford viene danneggiato dalla bombe lanciate dai tedeschi e non viene riparato completamente prima del 1949.

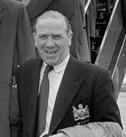
Sir Matt Busby

Nell'ottobre 1945, il calcio riprende la normale attività e Gibson nomina Matt Busby nuovo allenatore della squadra. Busby porta con sé Jimmy Murphy, conosciuto durante la guerra, e chiede un livello mai visto in precedenza nel controllo e nella selezione della squadra, dei giocatori in via di cessione e delle sessioni di allenamento. Busby conduce i suoi al secondo posto nei tornei del 1947, 1948 e 1949, vincendo la FA Cup 1947-1948, ritornando a portare un trofeo allo United dopo 37 anni. Nel 1952, dopo 41 anni, la squadra torna a vincere anche il titolo inglese.
Con una squadra molto giovane, la cui media di età non superava i 22 anni, i media etichettano i calciatori vincitori dei titoli del 1956 e del 1957 come "the Busby Babes" (i ragazzi di Busby), a testimonianza della fede riposta dall'allenatore scozzese nella giovane generazione che aveva rimpiazzato pian piano i giocatori più anziani che avevano avuto successo sul finire degli anni 1940 e all'inizio dei 1950. Nella stagione 1956-1957, il Manchester United diviene il primo club inglese a partecipare ad una competizione europea, partecipando alla Coppa dei Campioni, nonostante le obiezioni della Football League che aveva negato al Chelsea la partecipazione al torneo nella stagione precedente. Durante il suo cammino europeo, il Manchester United infligge un pesante 10-0 ai belgi dell'Anderlecht, ad oggi la più grande vittoria della squadra nella propria storia.
Nella stagione seguente, dopo una partita di Coppa dei Campioni 1957-1958 vinta nel doppio confronto contro la Stella Rossa di Belgrado, nel tragitto di ritorno verso Manchester, l'aereo che trasportava i giocatori, i dirigenti e i giornalisti si schianta nel tentativo di decollare dopo aver fatto rifornimento a Monaco di Baviera, in Germania. In quello che passerà alla storia come il disastro aereo di Monaco di Baviera perdono la vita 23 persone, inclusi 8 calciatori dell'United: Geoff Bent, Roger Byrne, Eddie Colman, Duncan Edwards, Mark Jones, David Pegg, Tommy Taylor e Billy Whelan. Altri rimangono gravemente feriti, tra i quali due calciatori che sono costretti a ritirarsi dall'attività a causa della gravità delle ferite riportate.
L'allenatore delle giovanili Jimmy Murphy, salvatosi dall'incidente aereo poiché alla guida della Nazionale gallese in una partita internazionale, è chiamato a sostituire Busby, rimasto ferito nel disastro. Murphy, con una squadra in condizioni d'emergenza, raggiunge la finale della FA Cup 1957-1958, persa contro il Bolton.
In riconoscimento verso la squadra per la tragedia, l'UEFA invita il Manchester United a giocare la Coppa dei Campioni 1958-1959 a fianco ai campioni del Wolverhampton ma, nonostante l'approvazione della FA, la Football League decide che il club non deve partecipare alla competizione perché non si è qualificato. Busby, ripresosi dalla tragedia di Monaco di Baviera, ricostruisce la squadra durante gli anni 1960, potendo vantare tra le file del club giocatori come Denis Law e Pat Crerand, che combinati a una nuova generazione di campioni, che include George Best, vince la FA Cup 1962-1963. Nella stagione successiva il club termina il campionato inglese al secondo posto, vincendo i titoli del 1965 e del 1967. Nel 1968 il Manchester United diviene la prima squadra inglese a vincere la Coppa Campioni, battendo in finale il Benfica per 4-1, vantando una rosa che comprende tre vincitori del Pallone d'oro: Bobby Charlton, Denis Law e George Best. Nel 1969 Sir Matt Busby si dimette da allenatore, consegnando la squadra all'allenatore delle giovanili ed ex calciatore dell'United Wilf McGuinness.
Dopo aver finito il campionato del 1970 in ottava posizione e una deludente partenza nel torneo successivo, Busby viene convinto a riprendere l'incarico di allenatore e McGuinness ritorna alla sua posizione di allenatore delle giovanili. Nel giugno del 1971, Frank O'Farrell viene nominato nuovo allenatore del Manchester United ma il suo incarico dura solo 18 mesi prima di essere rimpiazzato da Tommy Docherty nel dicembre 1972. Docherty salva lo United dalla retrocessione, ma la squadra retrocede nel 1974; dopo ciò il trio formato da Best, Law e Charlton lascia la società. Il club ottiene la promozione al primo tentativo, riuscendo a raggiungere la finale di FA Cup dove sono battuti dal Southampton. Riescono ad arrivare in finale anche nell'edizione seguente ma anche in questa occasione ne escono sconfitti, contro il Liverpool, per 2-1. A seguito della dichiarazione di Docherty che rivelava la relazione tra lui e la moglie del fisioterapista della società, viene licenziato.
Dave Sexton sostituisce Docherty alla guida dei Red Devils nell'estate del 1977. Nonostante l'acquisto di giocatori importanti come Joe Jordan, Gordon McQueen, Gary Bailey, e Ray Wilkins, la squadra non riesce ad ottenere risultati rilevanti, centrando la finale di FA Cup 1978-1979, persa contro l'Arsenal, e un secondo posto nel 1980. Sexton lascia l'incarico nel 1981, nonostante sotto la sua guida la squadra abbia vinto le ultime sette partite. Al suo posto viene chiamato Ron Atkinson, che decide di acquistare Bryan Robson dal West Bromwich, riuscendo ad abbattere il record del trasferimento britannico più costoso. Sotto la guida di Atkinson, lo United vince la FA Cup 1982-1983 e l'edizione del 1985. Nel 1986, dopo aver collezionato tredici successi e due pari in quindici sfide di campionato, il club è in lizza per il titolo ma conclude il torneo al quarto posto. Nell'annata seguente la squadra rischia la retrocessione e a novembre Atkinson viene licenziato.
Nello stesso giorno delle dimissioni di Atkinson, Alex Ferguson firma con il Manchester United, guidando la squadra fuori dalla zona retrocessione fino al dodicesimo posto in campionato. Nel 1988 chiude al secondo posto e nel 1988 ritorna al centro della graduatoria, finendo all'undicesimo posto. A questo punto Ferguson rischia il licenziamento ma il suo successo contro il Crystal Palace nel replay della finale di FA Cup del 1990, dopo aver pareggiato 3-3, salva la carriera dello scozzese. Nella stagione seguente i Red Devils vincono la loro prima Coppa delle Coppe, andando a giocare la Supercoppa europea contro la Stella Rossa Belgrado e vincendo 1-0 all'Old Trafford. Nel 1992, dopo aver conquistato la seconda finale consecutiva in Football League Cup, il club vince 1-0 sul Nottingham Forest a Wembley. Nel 1993 ritorna a vincere il titolo inglese, la prima FA Premier League e nel 1994 completa un double vincendo campionato e FA Cup.
Nella stagione 1998-1999 il Manchester United centra il treble vincendo campionato, FA Cup e UEFA Champions League. Nella finale del 1999 i Red Devils stanno perdendo 1-0 contro il Bayern Monaco quando, nei minuti di recupero, Teddy Sheringham e Ole Gunnar Solskjær ribaltano il punteggio permettendo allo United di vincere la sua prima Champions League, in una partita considerata tra le più grandi rimonte di sempre. La squadra vince anche la Coppa Intercontinentale 1999 battendo il Palmeiras 1–0 a Tokyo, in Giappone. In seguito Ferguson è nominato cavaliere per i suoi servizi resi al calcio.
Nel 2000 il Manchester United partecipa alla prima edizione del campionato mondiale per club FIFA svoltasi in Brasile, vincendo il campionato inglese nel 2000 e nel 2001. La società finisce in seconda posizione nel 2002, ritornando al successo in campionato nel 2003 e vincendo la FA Cup 2004 contro il Millwall (3-0). Per la prima volta dopo oltre un decennio, nel 2006 lo United non riesce a qualificarsi per la fase ad eliminazione diretta della Champions League, concludendo il torneo inglese al secondo posto e riuscendo a vincere la Football League Cup ai danni del Wigan Athletic. I Red Devils vincono la Premier League anche nel 2007 e nel 2008, completando un double europeo con la vittoria nella finale di Champions League ottenuta ai calci di rigore contro il Chelsea (6-5). Con 759 presenze, Ryan Giggs supera Bobby Charlton per il maggior numero di presenze con la maglia del Manchester United. Nel dicembre del 2008 lo United vince la coppa del mondo per club FIFA 2008 e successivamente anche la Football League Cup 2008-2009 e la Premier League 2008-2009. La squadra raggiunge la finale di Champions League, dove viene sconfitta dal Barcellona per 2-0. Nell'estate seguente Cristiano Ronaldo viene ceduto al Real Madrid per £ 80 milioni (circa € 94 milioni), ottenendo il record per il trasferimento più costoso di sempre. Nel 2010 lo United sconfigge l'Aston Villa nella finale di Football League Cup, riuscendo a difendere con successo il titolo conquistato nella passata stagione. Nel 2011 il Manchester United vince nuovamente il campionato, perdendo la finale di Champions League contro il Barcellona per 3-1. Nel 2013 Ferguson ottiene il suo tredicesimo titolo inglese, decidendo di lasciare il club dopo ventisette anni. Al suo posto, su consiglio dello stesso Ferguson, viene ingaggiato il connazionale David Moyes, che vive una fugace e deludente esperienza all'Old Trafford.
Nel triennio a venire lo United riuscirà a vincere solo la FA Cup 2015-2016, mentre nel 2016-2017, sotto la guida del portoghese José Mourinho, la squadra si aggiudica un tris di coppe, portando a casa la Supercoppa d'Inghilterra, la Coppa di Lega e, prima volta nella storia del club, l'Europa League, vinta in finale contro l'Ajax. Esonerato Mourinho nel 2018 a causa di risultati deludenti, nel 2021 il club annuncia il ritorno della stella Cristiano Ronaldo, che rimane per una stagione allo United segnando 24 gol nell'annata 2021-2022, chiusa, tuttavia, con il minimo storico di punti dei Red Devils in una singola stagione di Premier League. Il tecnico olandese Erik ten Hag vince la Coppa di Lega 2022-2023 e la FA Cup   2023-2024.

## La nascita: Newton Heath

### 1878-1887: gli inizi
Nel 1878 la compagnia della stazione ferroviaria del Lancashire e Yorkshire concede l'autorizzazione ai suoi dipendenti a creare una squadra di calcio, successivamente denominata Newton Heath LYR, dove "LYR" stava per "Lancashire & Yorkshire Railway" ("Stazione ferroviaria del Lancashire & Yorkshire") e viene usata per distinguerla dalla squadra dei colleghi della Motive Power Division, che era nota come "Newton Heath Loco". La squadra viene fondata dalla compagnia ferroviaria, che paga il contratto di locazione per il suo primo terreno di gioco, un campo vicino al cantiere ferroviario sulla North Road. Si dice che i calciatori fossero "Duri, uomini diligenti che formavano una squadra forte"; inizialmente la squadra giocava contro le altre squadre delle compagnie ferroviarie, tuttavia pochi di questi incontri sono stati registrati. Durante l'annata 1882-1883, la squadra gioca un totale di ventisei sfide amichevoli registrate, e nella stagione seguente è iscritta alla Lancashire Cup, dove perde 7-2 al primo turno contro le riserve del Blackburn Olympic. Nel 1884, il Newton Heath LYR s'iscrive alla Manchester and Discrict Challenge Cup e raggiunge la finale, persa 3-0 contro l'Hurst al Whalley Range. La squadra non riesce a segnare più di tre reti in ogni sfida del torneo, compreso l'incontro del primo turno che li vedeva di fronte all'Eccles, partita ripetuta a causa delle proteste dell'Eccles nei confronti della terza rete segnata dal Newton Heath.
Il Newton Heath raggiunge la finale del torneo in altre cinque occasioni, ottenendo quattro successi e perdendo una sola edizione. Nel frattempo, nel 1886, la squadra comincia ad allargarsi acquistando calciatori di fama nazionale come Jack Powell, che diviene il capitano, Jack e Roger Doughty e Tom Burke. Nella stagione 1886-1887, il Newton Heath partecipa alla sua prima FA Cup; al primo turno affronta il Fleetwood Rangers e l'incontro si chiude sul 2-2: quando il capitano Powell si rifiuta di giocare un periodo di extra time, gli avversari si accontentano del pareggio, passando il turno. Nonostante le proteste rivolte alla FA il Newton Heath LYR si auto-impone un esilio dalla competizione che dura fino al 1889.

### Il campionato inglese

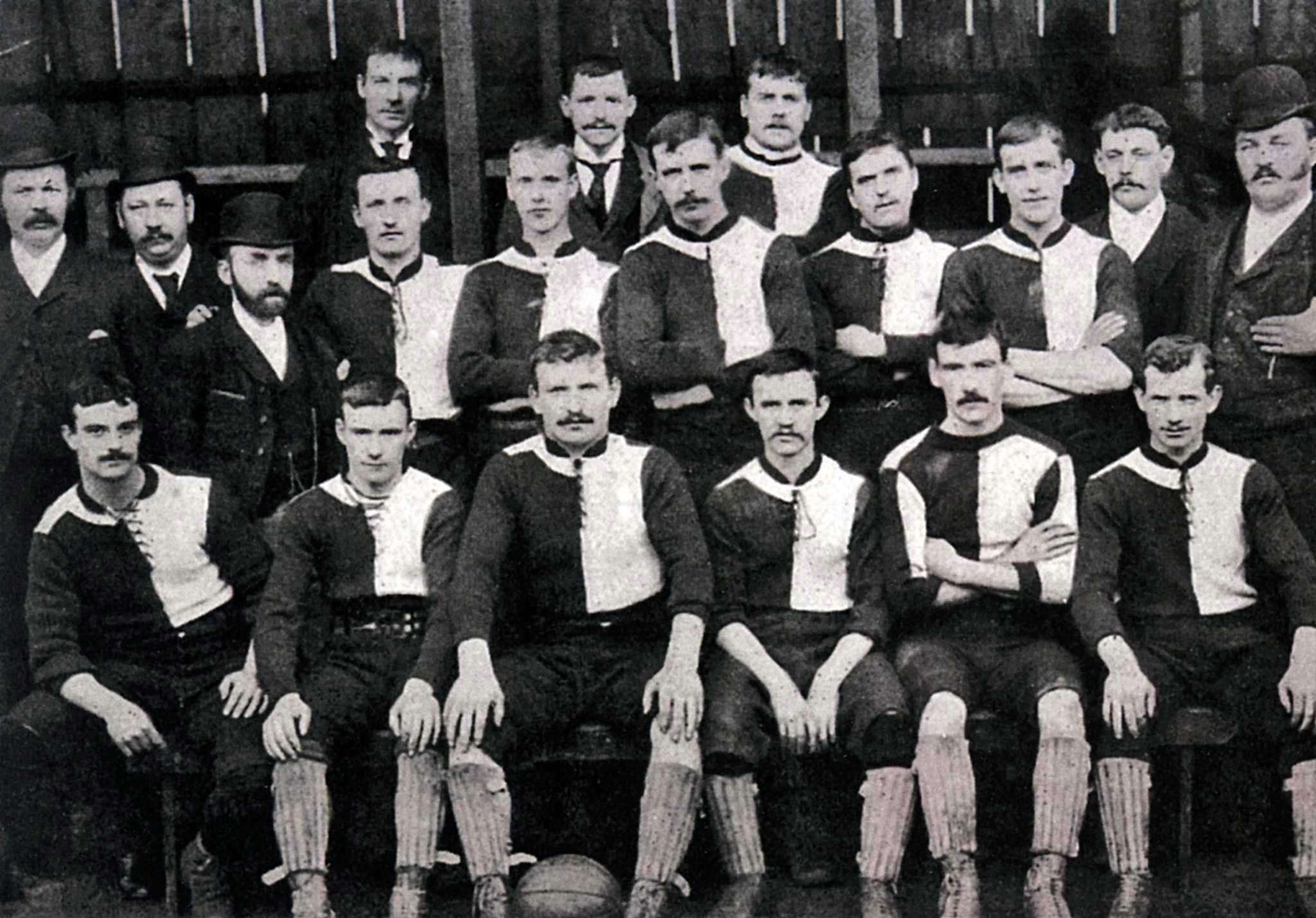
Il Newton Heath nella stagione 1892-1893.

Nel 1888, essendo stato respinto dalla neonata Football League, il Newton Heath entra nel primo campionato competitivo, divenendo uno dei membri fondatori del The Combination. Nell'aprile del 1889, la The Combination attraversa delle difficoltà finanziarie che la costringono a chiudere prima del completamento della stagione.
Nel 1890, dopo aver chiesto senza successo di entrare nella Football League (ottiene un solo voto favorevole), il Newton Heath e altri undici club esclusi dalla lega formano un organismo proprio noto come Football Alliance, che è concluso all'ottavo posto dopo la prima stagione. Dopo tre stagioni, la squadra viene ammessa alla Football League in seguito all'assorbimento della Football Alliance da parte della Football League. L'ultima stagione in Football Alliance è conclusa al secondo posto dietro il Nottingham Forest, che viene promosso in First Division. Da questo momento, la società comincia ad abbandonare i contatti con la compagnia ferroviaria, abbandonando la sigla "LYR" dal nome del club, anche se la maggior parte dei giocatori erano ancora dipendenti della compagnia ferroviaria. Il club diviene anche una società per azioni, arrivando a £ 2000 di capitale sociale (£ 1 per ogni azione) tramite un modulo di domanda che è stato restituito al segretario della squadra Albut, primo funzionario a "tempo pieno" della squadra, che in seguito ha anche assunto funzioni direttive.
Alla loro prima stagione nella Football League, concludono all'ultimo posto, cogliendo tre record negativi ma riuscendo comunque a restare in prima divisione grazie allo spareggio vinto contro i campioni di seconda divisione, lo Small Heath (1-1, 5-2 nel replay). Nel 1893 la squadra si sposta nel terreno di gioco Bank Street, a Clayton, vicino ad un impianto chimico. Nella stagione 1893-1894 il torneo non va meglio: il Newton Heath raggiunge nuovamente lo spareggio e contro il Liverpool subisce una sconfitta per 2-0, retrocedendo in seconda divisione.
Il 9 marzo 1895, l'allenatore del Walsall registra un reclamo ufficiale contro lo stato del terreno di gioco: "distese grigie di sabbia bagnata, qualche ciuffo sparso con erba". La sfida vede il Newton Heath vincere con il generoso punteggio di 14-0, la più larga vittoria non ufficiale nella storia del club, che però risulta dichiarata nulla e invalidata. Nel 1896 il Newton Heath conquista il secondo posto in campionato, riuscendo a disputare un girone a quattro per ottenere la promozione in prima divisione: la squadra coglie una vittoria, un pareggio e due sconfitte, terminando il girone all'ultimo posto e dovendo rimandare la promozione in massima serie ad un altro anno.

### I problemi finanziari

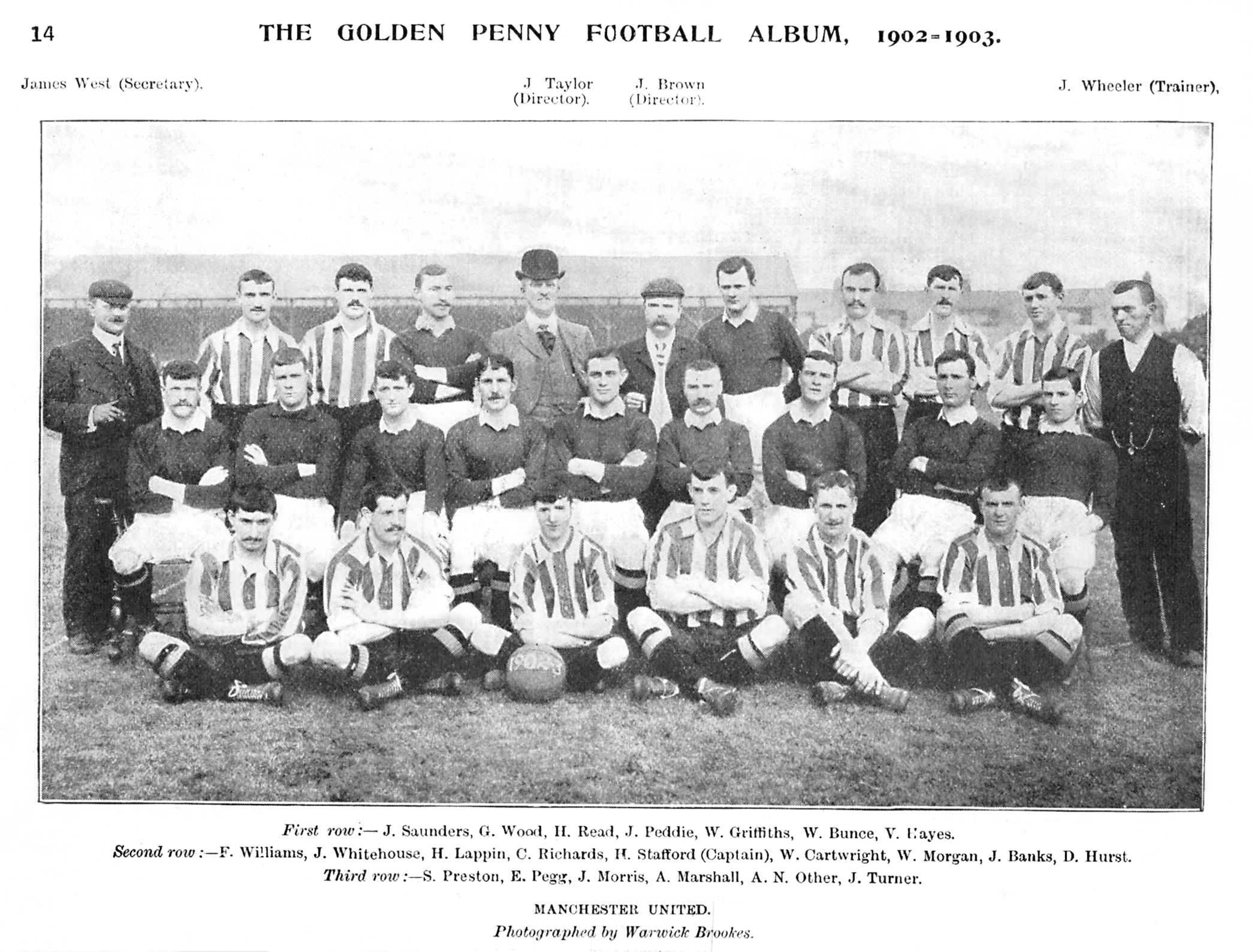
La squadra del Manchester United nella stagione 1902-1903, i giocatori vestono sia le divise casalinghe sia quelle alternative

La squadra conclude al decimo posto la stagione 1901, perdendo diversi incontri e il debito del club sale. La società decide di raccogliere fondi aprendo un bazar per quattro giorni a St. James Hall, Manchester. Una delle attrazioni era il cane St. Bernard, che una notte fuggì con una raccolta di stagno dopo che il bazar aveva chiuso. Nel suo percorso il cane incrocia John Henry Davies, la cui figlia s'interessa al cane, informandosi sull'origine dello stagno e contribuendo al salvataggio del Newton Heath, che grazie all'apporto economico di Davies evita il fallimento.
Il 9 gennaio 1902, il presidente William Healey chiede un ordine di liquidazione contro la società, affermando di essere in credito di £ 242,17 nei confronti del Newton Heath. Il 13 gennaio seguente, il Manchester Guardian riporta:
Il Newton Heath riesce a giocare l'incontro in programma per sabato 18 gennaio 1902.
La fuga e il ritrovamento del cane sono gli eventi che portano all'incontro tra il capitano dei Newton Heath Harry Stafford e Davies che, assieme ad altri imprenditori, riescono a finanziare la società per una cifra di £ 2.000, salvandola. Davies diviene il nuovo presidente, e il 24 aprile 1902, siccome la squadra in questo momento aveva pochi legami con il passato e che la sede della società era cambiata e non era più situata a Newton Heath, si decise di rinominare la società col nome Manchester United Football Club, dopo aver considerato gli alternativi "Manchester Celtic" e "Manchester Central". I colori della squadra vengono mutati in rosso e bianco.
La prima stagione con il nuovo nome è l'annata 1902-1903: la stagione, in seconda divisione, è conclusa al quinto posto.

## Manchester United

### I primi successi

#### L'era Mangnall

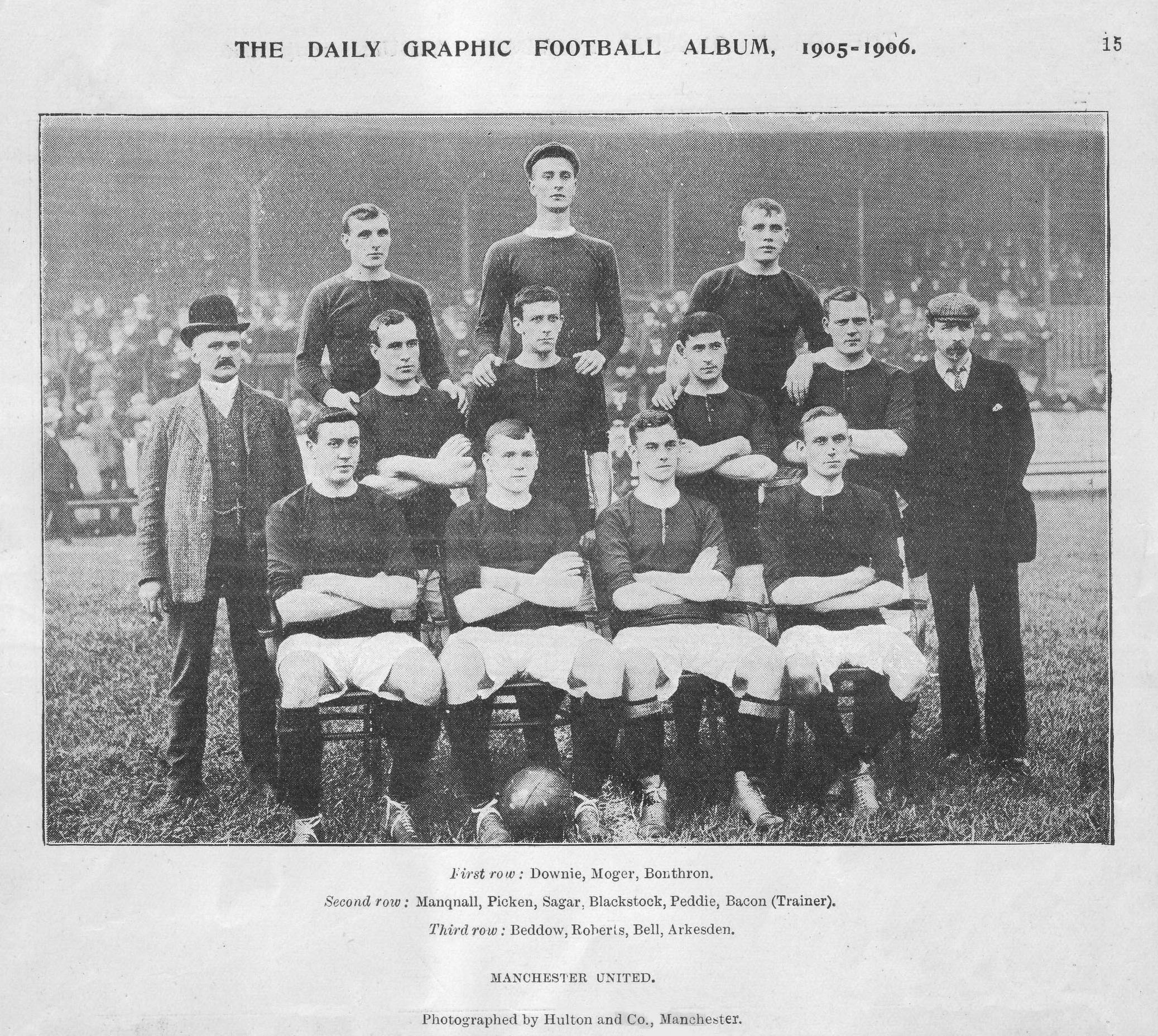
La squadra del Manchester United all'inizio della stagione 1905-06, conclusa al secondo posto nella Second Division.

Dopo un brutto inizio di stagione, il club compie un altro passo importante nel 1903, assumendo il primo vero allenatore, Ernest Mangnall, un pubblicista carismatico che sapeva lavorare con i media. Sotto la sua leadership, la squadra conclude al terzo posto il campionato di Second Division. Nella stagione seguente, il Manchester United stabilisce un record giocando 18 incontri da imbattuto: il periodo di imbattibilità va dalla sconfitta rimediata contro il Bolton per 2-0 nel settembre del 1904 a quella subita dal Lincoln City per 3-0 nel febbraio del 1905. Durante la stagione la società conclude il torneo al terzo posto con 53 punti. Quando viene vietata la vendita di alcol nel territorio la società subisce una battuta d'arresto finanziaria.
Con Mangnall il Manchester United arriva al primo successo, dopo una serie di acquisti, conquistando la promozione nel 1906. La squadra conclude il torneo al secondo posto dietro il Bristol City, mentre in FA Cup la squadra esclude Staple Hill (7-2), Norwich City (3-0) e Aston Villa (5-1) prima di uscire ai quarti di finale contro il Woolwich Arsenal (2-3). Tra gli altri acquisti spicca Billy Meredith, uno dei calciatori più forti dell'epoca.
In seguito allo scandalo che colpisce il Manchester City nel 1906, molti calciatori decidono di passare all'United, e tra gli altri arrivano Herbert Burgess, Sandy Turnbull e Jimmy Bannister, rinforzando notevolmente la rosa della squadra. Dopo un'annata di passaggio nel 1907, con la squadra subito eliminata in FA Cup e giunta ottava in campionato, nel 1908 il Manchester United conquista il suo primo titolo inglese, vincendo il torneo con 52 punti. In FA Cup sconfigge Blackpool (3-1), Chelsea (1-0) e Aston Villa (0-2), venendo estromessi ai quarti dal Fulham (2-1). La società si rifà nella Supercoppa inglese battendo il QPR: nell'aprile del 1908 la sfida si conclude sull'1-1 e nel replay, giocato nell'agosto dello stesso, il Manchester United sconfigge i rivali per 4-0. In questi anni la società tenta di far firmare anche il giocatore di rugby australiano Dally Messenger. Nella stagione seguente il campionato inglese viene concluso al tredicesimo posto mentre in FA Cup la squadra esclude Brighton (1-0), Everton (1-0), Blackburn Rovers (6-1), Burnley (2-3), Newcastle United (1-0) e in finale superano anche il Bristol City, per 1-0. Turnbull sigla la rete decisiva e Meredith viene nominato uomo partita.

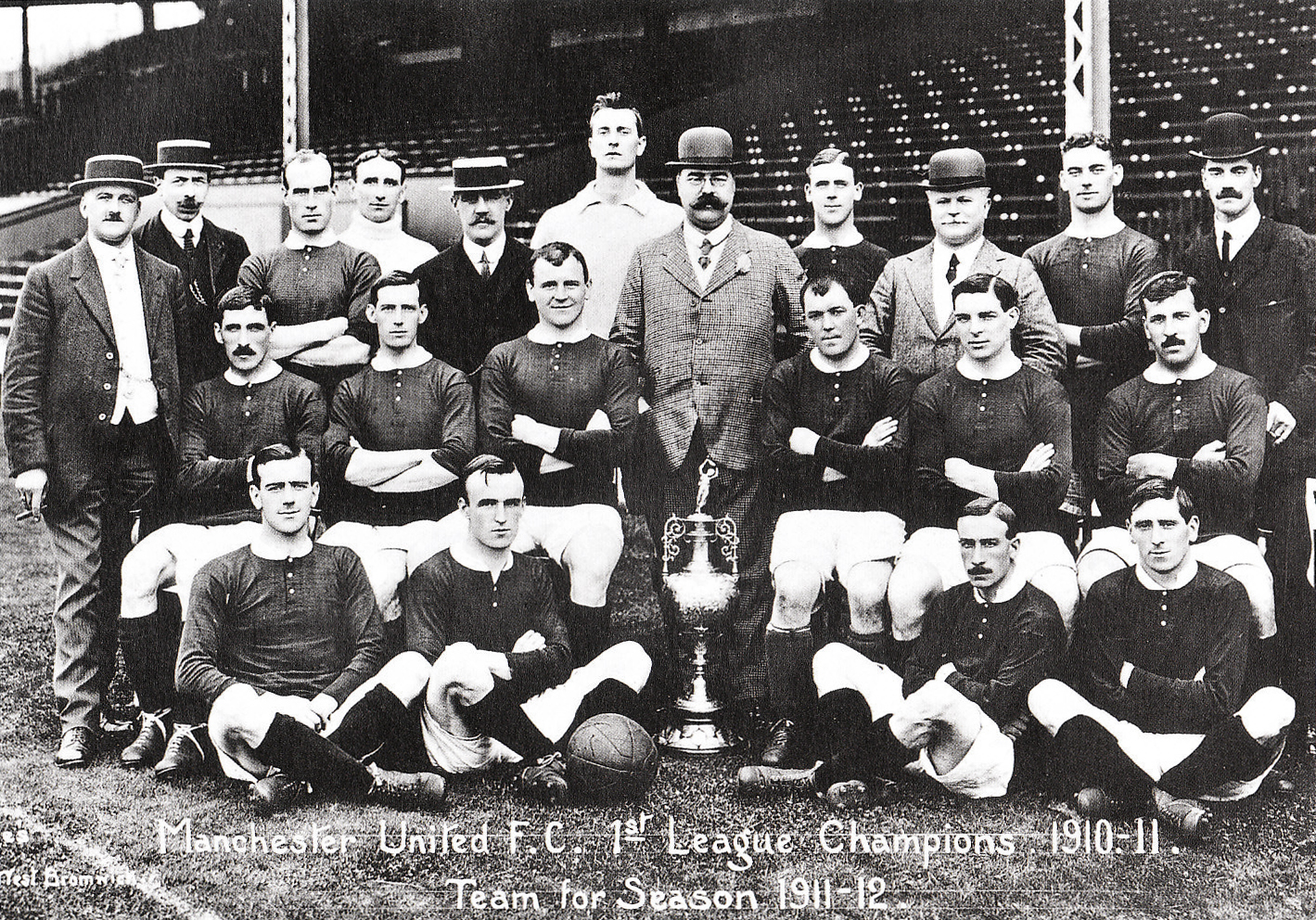
La squadra del Manchester United nella stagione 1911-1912 assieme al trofeo vinto nella stagione precedente.

Il 1909 è un altro anno importante nella storia del Manchester United: John Henry Davies, finanzia ancora una volta la società con £ 60.000, una somma enorme all'epoca, per spostare il club nella stadio Old Trafford. La squadra gioca il primo incontro nel nuovo impianto il 19 febbraio 1910 contro il Liverpool, perdendo per 4-3.
Nel 1911 la squadra vince nuovamente il titolo inglese, in una lotta a due contro l'Aston Villa, vinta all'ultima giornata. L'8-4 rifilato allo Swindon Town nella Charity Shield 1911 decreta la fine dell'era di successi nel segno di Mangnall, che nell'anno seguente passa al Manchester City.

#### Dalla prima alla seconda guerra mondiale
I calciatori, in particolare Charlie Roberts e Billy Meredith, hanno contribuito a fondare nel dicembre del 1907 l'Association of Football Players' and Trainers' Union (AFPTU), ribattezzata dalla stampa Players' Union, secondo tentativo di creare un sindacato per i giocatori. La Players' Union è nota oggi come Professional Footballers' Association (PFA). All'inizio della stagione 1909-1910 la FA minaccia ai membri dell'Unione di sospendere il torneo ma i calciatori del Manchester United rifiutano, riferendosi a se stessi come "the outcasts". In seguito la FA e la Players' Union trovano un compromesso prima dell'inizio della stagione che permette ai calciatori di rimanere nell'Unione.
Senza Mangnall, la squadra scivola in tredicesima posizione nel torneo del 1912. Diminuiscono gli spettatori e alla guida di JJ Bentley la squadra non viene rinnovata, sfiorando la retrocessione nel 1915 per un solo punto. In seguito tre calciatori del Manchester United cospirarono con i giocatori del Liverpool in una partita truccata vinta dall'United, finendo coinvolti nello scandalo inglese del calcioscomesse del 1915. I calciatori del club furono trovati colpevoli di aver truccato l'incontro e furono banditi a vita dal calcio.

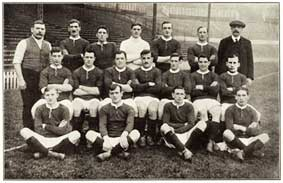
Il Manchester United all'inizio della stagione 1913-1914

All'inizio della prima guerra mondiale la Football League è sospesa e durante questo periodo Sandy Turnbull viene ucciso in Francia. Il 28 dicembre del 1914, Jack Robson viene nominato primo allenatore ufficiale della società; in precedenza il segretario del club era responsabile della maggior parte delle questioni relativi alla società. Durante il conflitto il calcio viene sospesa ma la società deve comunque pagare il funzionamento dell'Old Trafford, cosicché la situazione finanziaria peggiora.
Alla fine della stagione 1921-1922 la squadra retrocede in seconda divisione, contando solo otto vittorie nel campionato nazionale. L'United ritorna in prima categoria sotto la guida di John Chapman nel 1925, terminando il campionato di seconda divisione al secondo posto dietro al Leicester City. Nel 1927 John Henry Davies, che aveva salvato la società dal fallimento e l'aveva trasferita all'Old Trafford, muore ed è rimpiazzato da Lawton, che assume la carica di presidente della società. Il 7 ottobre 1926, la FA annuncia che Chapman è sospeso dal "prendere parte al calcio o a situazioni di gestione calcistiche" durante la stagione 1926-1927 "per aver impropriamente condotto la sua posizione di segretario-allenatore del Manchester United Football Club" è al suo posto arriva Lal Hilditch, che rimane alla guida del club fino al termine della stagione.
Con l'arrivo di Herbert Bamlett alla guida del club, il miglior risultato in campionato è il dodicesimo posto rimediato nel campionato del 1929. Nel torneo del 1931, dopo aver iniziato la stagione perdendo dodici incontri consecutivi, l'United termina in ultima posizione, retrocedendo nuovamente in Second Division. Le finanze sono nuovamente in crisi e il criticato Bamlett rassegna le dimissioni nell'aprile del 1931. Non potendosi permettere un nuovo allenatore, la squadra viene affidata al segretario Walter Crickmer, aiutato dal capo degli osservatori Louis Rocca. I giocatori tentano di raccogliere fondi con una colletta nella settimana di Natale ma il progetto non ha successo e si ha bisogno di un nuovo piano per salvare la società dal fallimento. Nonostante il campionato di seconda divisione del 1932 concluso a metà classifica, il Manchester United rischiava di dover dire addio al calcio.
Stacey Lintott, un giornalista sportivo di Manchester, riesce ad avvicinare James W. Gibson, che decide di entrare nella società a patto che divenga presidente e possa scegliere lui i dirigenti e al club non resta che accettare. Gibson investe £ 30.000 nel Manchester United. Viene trovato un nuovo allenatore, Scott Duncan, uno dei nuovi allenatori con un passato da calciatore, ormai comuni, ma che erano un'innovazione per la società in quegli anni.
Nel 1934, l'United ottiene il suo peggior piazzamento nella storia. All'ultima giornata della stagione sono penultimi nel campionato di seconda divisione e rimane da giocare solo la sfida contro il Millwall, che era terzultimo con un punto in più rispetto alla società di Manchester. Il Manchester United vince 2-0, rimanendo in seconda divisione per un solo punto e condannando il Millwall in terza divisione.
Nella stagione successiva l'United torna a vincere con continuità, concludendo il torneo al quinto posto. Nel 1936 il club vince la Second Division senza perdere alcun incontro nelle ultime diciannove partite della stagione. Il titolo è vinto con un 3-2 sul Bury e l'incontro fu visto da oltre 31.000 tifosi che invasero il campo a fine partita per celebrare il ritorno in First Division. Nella stagione seguente però, l'United retrocede nuovamente in seconda divisione e Duncan si dimette, consegnando la squadra a Crickmer, che si riprende il posto da allenatore. Grazie al secondo posto conquistando in Second Division, il Manchester United ritorna nuovamente in prima divisione, vantando nella propria rosa giocatori del calibro di Johnny Carey, Jack Rowley e Stan Pearson. La società conclude il torneo del 1939 al quattordicesimo posto, prima dell'interruzione a causa della seconda guerra mondiale.
Con l'avvento del secondo conflitto mondiale, iniziato nel settembre del 1939, l'attività calcistica viene fermata, e l'Old Trafford è requisito dall'esercito britannico e usato come deposito. Tuttavia il calcio continua ad essere praticato nell'impianto, ma un bombardamento tedesco del 22 dicembre 1940 nei pressi del Trafford Park danneggia lo stadio: l'incontro che si doveva disputare all'Old Trafford il giorno di Natale contro lo Stockport County viene spostato sul campo dello Stockport. Lo stadio riprende la regolare attività calcistica l'8 marzo 1941, ma un altro bombardamento tedesco tre giorni dopo distrugge quasi completamente l'Old Trafford, con gravi conseguenze per la base di sostegno principale, costringendo il club ad andare a giocare nel Cornbrook Cold Storage, di proprietà di Gibson. Sotto le pressioni di Gibson, la War Damage Commission concede al Manchester United £ 4.800 per rimuovere i detriti dallo stadio e £ 17.478 per ricostruire le basi di sostegno. Durante il periodo di ricostruzione dell'Old Trafford, lo United è costretto a giocare al Maine Road, condividendo l'impianto con i cugini del Manchester City, al costo di £ 5.000 all'anno più una percentuale sugli incassi.

### L'era Busby

#### Dagli anni 1940 ai primi anni 1950
Nel febbraio del 1945, Matt Busby incontra il presidente del club James Gibson a Manchester, il quale offre a Busby un contratto triennale per allenare la squadra. Su insistenza di Busby viene firmato un quinquennale: così, lo scozzese diviene allenatore a soli 36 anni. La nomina di Busby è notevole per via del suo controllo globale, dalla personale scelta del proprio staff e dei propri giocatori fino a tutte le questioni riguardanti il gioco del calcio, responsabilità generalmente detenute dallo staff tecnico o dal presidente. Busby non assume l'incarico di allenatore della squadra fino all'ottobre del 1945, dopo l'inizio della stagione e il suo primo atto da allenatore è l'aggiunta di Jimmy Murphy allo staff tecnico del club, come allenatore delle giovanili.
Tra i cambiamenti più importanti apportati da Busby c'è l'arrivo a Manchester del connazionale Jimmy Delaney, esperto calciatore prelevato dal Celtic, e la partenza di sette giocatori. Nel 1947 lo United conclude il campionato al secondo posto, potendo vantare in rosa giocatori del calibro di Jack Rowley, Charlie Mitten e John Aston. La società finisce al secondo posto sia nel 1948 sia nel 1949, vincendo la FA Cup del 1948: dopo aver eliminato Aston Villa (4-6), Liverpool (3-0), Charlton (2-0), Preston North End (4-1) e Derby County (3-1), il club sconfigge il Blackpool in finale (4-2), vincendo il torneo. Dopo 41 anni, il Manchester United ritorna a vincere anche il titolo inglese, conquistando il primo posto alla fine del campionato 1952, con la squadra, guidata momentaneamente da Johnny Carey, che batte l'Arsenal secondo in classifica con un tennistico 6-1 nell'ultima giornata di campionato, staccando Arsenal e Tottenham di quattro lunghezze. Nonostante i successi, la rosa è formata da giocatori sulla via del ritiro e la squadra necessita di un ricambio generazionale.

#### IBusby Babes
Nel 1938 Gibson aveva istituito le giovanili del Manchester United che con gli anni erano diventate una fucina di talenti. I cambiamenti apportati da Busby all'inizio della sua carriera da allenatore portano una nuova ventata di successi a Manchester. Dopo questi successi, nel 1950 l'allenatore scozzese decide di vendere i giocatori più anziani, rimpiazzandoli con i ragazzi delle giovanili. Il termine Busby Babes è coniato nel novembre del 1951, quando il diciottenne Jackie Blanchflower e il ventunenne Roger Byrne esordiscono contro il Liverpool ad Anfield; il giornalista del Manchester Evening News, Tom Jackson, nel suo articolo sull'incontro descrive i due esordienti come United's Babes (i ragazzi dell'United).

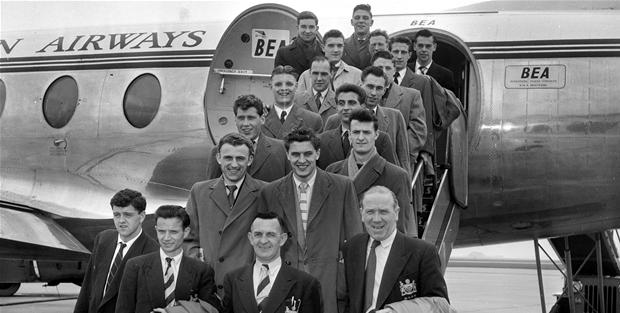
I Busby Babes in Danimarca nel 1955.

La stagione 1952-1953 vede il ritiro di Johnny Carey e l'inizio dell'era dei Busby Babes che esordiscono in campionato, ottenendo velocemente il posto da titolari. Giocatori come David Pegg, Dennis Viollet, Duncan Edwards, e Bill Foulkes fanno tutti il loro debutto durante la stagione 1952-53. Molti di loro in questo momento sono scoperti dal capo degli osservatori Joe Armstrong (che andava a cercare talenti nel Nord dell'Inghilterra) e dagli altri osservatori Bob Bishop (Belfast), Billy Behan (Dublino) e Bob Harper, sostenuti dalla politica di ringiovanimento sotto la guida di Matt Busby. Lo United termina ottavo nel torneo del 1954 e al quinto posto nel 1955. Nel 1956 la squadra vince il titolo inglese trascinata da Tommy Taylor e da Dennis Viollet, con una squadra che ha una media di età di 22 anni. Solo due giocatori, Roger Byrne and Johnny Berry, avevano giocato il loro primo campionato quattro anni prima. Contro la Football League, la società diviene la prima squadra inglese partecipante ad una coppa europea, giocando la Coppa Campioni del 1967.
Una delle stelle della squadra è Duncan Edwards, divenuto il più giovane calciatore a giocare per la Nazionale inglese quando scese in campo contro la Scozia all'età di 17 anni e 8 mesi. Questo record è rimasto tale per quasi più di 50 anni, prima che Michael Owen, nel 1998, lo abbatté. In un sondaggio per nominare il miglior calciatore del Manchester United di tutti i tempi Edwards giunse sesto. Nel campionato del 1957, lo United vanta un formidabile trio offensivo formato da Tommy Taylor (22 reti), Liam Whelan (26 reti) e Bobby Charlton (10 reti). La squadra raggiunge anche la finale di FA Cup ma, anche a causa dell'assenza del portiere Ray Wood, l'Aston Villa ha la meglio, ottenendo il successo per 2-1.
Il primo incontro europeo degli inglesi è vinto per 2-0 contro l'Anderlecht. Nella partita di ritorno, giocata al Maine Road poiché l'Old Trafford non disponeva dei fari l'illuminazione, il Manchester United umilia i belgi con un netto 10-0, la più larga vittoria mai ottenuta nella storia del club. I britannici escludono anche Borussia Dortmund (3-2) e Athletic Bilbao (5-3 per i baschi all'andata, 3-0 per gli inglesi al ritorno), raggiungendo la semifinale, dove vengono estromessi dal Real Madrid (5-3), futuro vincitore della competizione.

##### Il disastro aereo di Monaco di Baviera
Il 5 febbraio del 1958, lo United gioca a Belgrado contro la Stella Rossa la partita di ritorno valida per i quarti di finale della Coppa Campioni. L'incontro si conclude sul 3-3, un pareggio che vale il passaggio del turno da parte degli inglesi grazie al successo ottenuto all'andata col punteggio di 2-1.

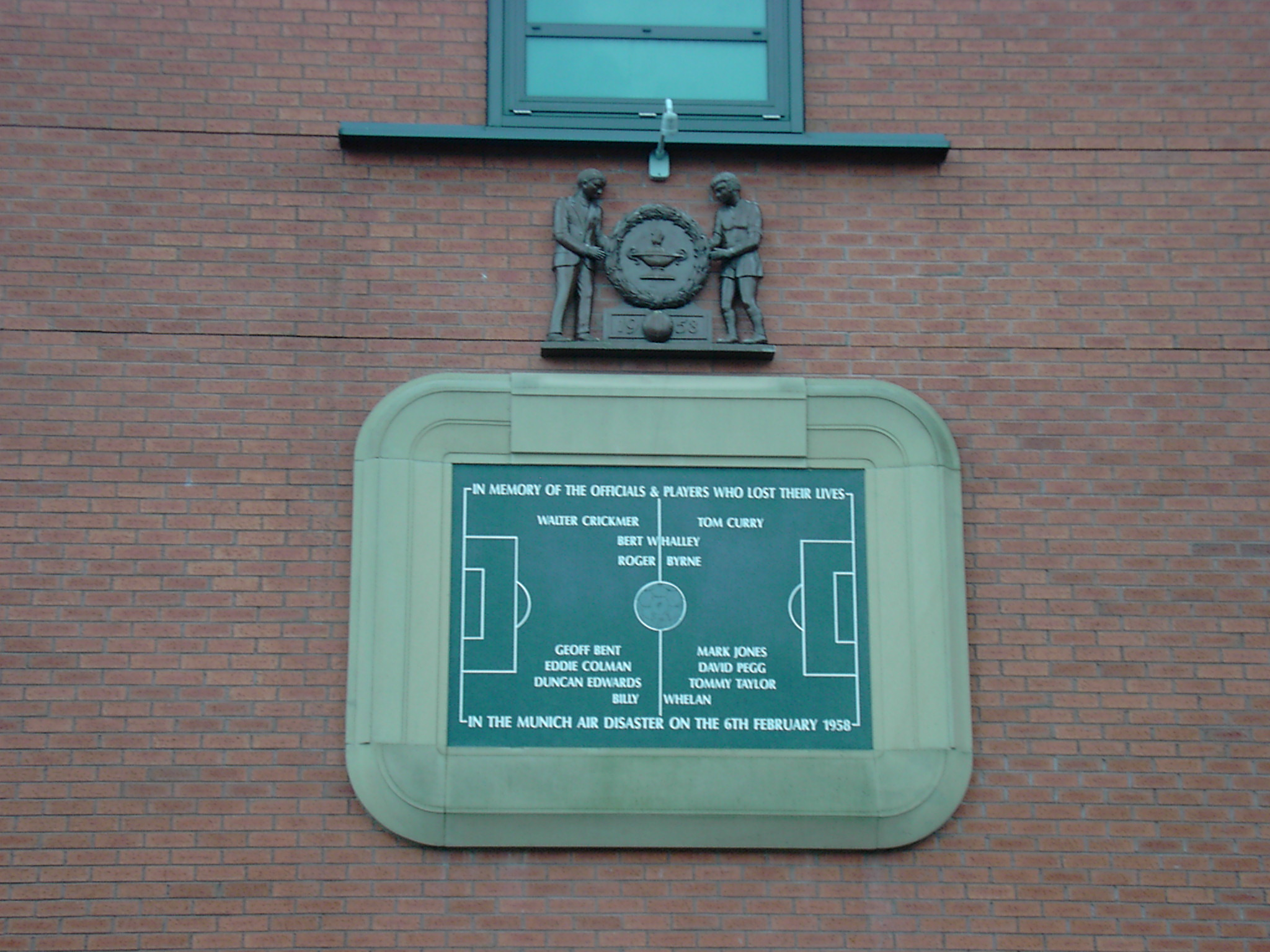
Placca posta all'Old Trafford in onore dei giocatori morti nel disastro aereo di Monaco.

Il 6 febbraio l'aereo dell'United, un velivolo della British European Airways, parte da Belgrado e si ferma a Monaco di Baviera per fare rifornimento. Il decollo dalla città tedesca è interrotto due volte a causa della spinta impennata, un problema comune. Al terzo tentativo di decollo i piloti superano la V1 (dopodiché è pericoloso fermare il decollo), ma la velocità si abbassa improvvisamente: il velivolo lascia la pista ma si abbatte su una recinzione, schiantandosi contro una casa. L'ala sinistra e la coda dell'aereo si frantumano, mentre la fusoliera colpisce un serbatoio di carburante ed esplode. Ufficialmente, la causa dell'incidente è un accumulo di fanghiglia sulla pista, che ha causato la perdita di velocità del velivolo, impedendogli di decollare. Mark Jones, David Pegg, Roger Byrne, Geoff Bent, Eddie Colman, Liam Whelan, e Tommy Taylor muoiono sul colpo, assieme al segretario Walter Crickmer e ai membri dello staff tecnico Tom Curry e Bert Whalley. Duncan Edwards, Matt Busby e Johnny Berry sono gravemente feriti; Edwards muore quindici giorni dopo a causa delle gravi ferite riportate. Berry e Blachflower sopravvivono ma devono dire addio all'attività agonistica, mentre Kenny Morgans, sopravvissuto all'incidente, non si riprenderà più dallo shock, non riuscendo a tornare ai livelli prima dell'incidente. Altri quattro passeggeri e due membri dell'equipaggio rimangono uccisi nell'incidente, così come otto giornalisti che lavoravano con la squadra, incluso l'ex portiere della Nazionale inglese Frank Swift.

#### IRed Devils
Busby, rimasto gravemente ferito nell'incidente, lotta contro la morte e riesce a riprendersi un paio di mesi dopo. In questo lasso di tempo la squadra è presa in mano da Murphy, l'allenatore delle giovanili scampato al disastro di Monaco di Baviera poiché impegnato con la Nazionale del Galles in uno spareggio per i Mondiali del 1958 contro Israele. La squadra è in emergenza: nonostante le negative prestazioni fornite in campionato (una vittoria in quattordici incontri), la squadra va avanti in FA Cup, riuscendo a raggiungere la finale, dove è sconfitta per 2-0 dal Bolton. A fine stagione l'UEFA decide di concedere all'United di partecipare alla Coppa Campioni del 1959 con l'assenso della FA, ma la Football League decide di non far partecipare il Manchester United, poiché non si è qualificato per la manifestazione.
In questo periodo è in corso la ricostruzione della società, che riesce a portare in squadra, tra gli altri, Albert Quixall, Maurice Setters, Denis Law, Pat Crerand e Noel Cantwell. Nel 1963 il club termina il campionato inglese al diciannovesimo posto; questa prestazione è controbilanciata dalla vittoria in FA Cup, ottenuta vincendo in finale contro il Leicester City (3-1).
Dopo l'incidente aereo, il nome Busby Babes diviene inappropriato perciò occorre trovare un nuovo soprannome per i calciatori dello United. Negli anni 1930, la società di rugby del Salford, in tournée in Francia e vestita con casacche rosse, era nota come The Red Devils. Busby approva il nuovo soprannome e dichiara che da ora in poi la società dovrà essere conosciuta come The Red Devils e presto la società si aggiorna mettendo il logo del diavolo sulle sciarpe e nei programmi delle partite. Nel 1970 il distintivo del club viene ridisegnato, presentando un diavolo con in mano un forcone al centro dello stemma.
Il 1963 vede l'esordio del nordirlandese George Best, che completa un trio di fuoriclasse assieme a Charlton e a Lew, protagonisti dei successi della squadra durante gli anni 1960. Nella stagione 1963-1964 Law sigla 46 gol in tutte le competizioni: lo United conclude il campionato al secondo posto, vincendo il torneo del 1965. Quest'ultima annata vede lo United vincere tredici incontri su quindici nella prima parte della stagione. La ricostruzione della società è ormai completata: Charlton e Bill Foulkes sono gli unici sopravvissuti a Monaco di Baviera che giocano ancora nella squadra.
L'Old Trafford è uno degli stadi che vengono migliorati per il mondiale inglese del 1966. I Red Devils vincono un altro titolo inglese nel 1967, rimanendo imbattuti negli ultimi 20 incontri, ottenendo anche un 6-1 contro il West Ham e qualificandosi per la Coppa Campioni. Nella stagione seguente escono subito dalla Football League Cup contro il Blackpool, che vince con un netto 5-1.
Il cammino europeo inizia agevolmente per i Red Devils, che eliminano facilmente i maltesi dell'Hibernians (4-0). Agli ottavi di finale il Manchester United fatica contro il Sarajevo vincendo di misura nella partita di ritorno per 2-1. Ai quarti gli inglesi superano anche i polacchi del Górnik Zabrze, vincendo per 2-0 all'andata e perdendo di misura 1-0 in Polonia. In semifinale la squadra affronta il Real Madrid: Best firma l'1-0 della partita d'andata ma al ritorno a Madrid gli ospiti partono meglio e alla fine del primo tempo sono avanti 3-1. Nella ripresa la società di Busby rimonta e raggiunge il 3-3, guadagnando l'accesso alla finale: le reti della rimonta sono firmate dai difensori David Sadler e Bill Foulkes, che firma la sua unica rete in Europa su assist di Best.
Il 29 maggio del 1968 a Wembley, di fronte a più di 92.000 spettatori, il Manchester United affronta il Benfica. La sfida si sblocca nel secondo tempo: Bobby Charlton porta avanti gli inglesi ma Jaime Graça pareggia per gli avversari. Si va ai tempi supplementari: tra il 93' e il 99', in soli sei minuti, i Red Devils segnano tre reti andando a segno con Best, Brian Kidd e Charlton, vincendo l'incontro per 4-1 e diventano la prima squadra inglese a vincere la Coppa Campioni. La squadra campione era formata da Alex Stepney, Shay Brennan, Foulkes, Sadler, Tony Dunne, Pat Crerand, Charlton, Nobby Stiles, Best, Kidd e John Aston.
In seguito Matt Busby viene nominato baronetto per il suo contributo nel mondo del calcio oltre ad essere premiato con il "Freedom of Manchester".
Da campione d'Europa, il Manchester United è impegnato nella Coppa Intercontinentale 1968: nel doppio confronto con l'Estudiantes (LP), gli argentini hanno la meglio, vincendo per 2-1. In Coppa Campioni, i Red Devils cadono in semifinale contro il Milan (2-1), futuro campione del torneo. A stagione finita Busby decide di diventare direttore generale, dimettendosi dall'incarico di allenatore il 14 gennaio 1969 e il suo posto è rilevato da Wilf McGuinness.
Wilf McGuinness, l'allenatore delle giovanili, è promosso come successore di Busby alla guida della prima squadra. Alla sua prima stagione McGuinness coglie un ottavo posto, migliorando la posizione ottenuta da Busby alla sua ultima stagione, conclusa in undicesima posizione. Tuttavia, nella stagione seguente McGuinness si fa escludere dalla League Cup in semifinale ai danni dell'Aston Villa, all'epoca in terza divisione inglese, per 3-2. A seguito dei risultati negativi, torna ad allenare le giovanili mentre Busby viene richiamato alla guida del club per un periodo momentaneo. Lo scozzese riesce a portare i Red Devils dalla zona retrocessione fino all'ottavo posto.
Frank O'Farrell è nominato come sostituto di Busby nell'estate del 1971. In campionato inizia bene la stagione ma una serie di sette sconfitte condanna lo United a concludere il torneo all'ottavo posto per il terzo anno di fila. In questo periodo Best comincia a dare problemi, infrangendo continuamente le regole ed entrando spesso in diversi problemi disciplinari. Alla fine della stagione 1971-1972, Best annuncia il suo ritiro a soli 26 anni, salvo ritornare sui suoi passi pochi giorni dopo.
Mentre il controverso comportamento di Best non aiuta, la squadra continua a cogliere risultati negativi. La stagione 1972-1973 si apre con nove partite senza alcuna vittoria. A seguito della sconfitta rimediata il 28 ottobre del 1972 contro il Tottenham (4-1), il presidente Louis Edwards decide di licenziare O'Farrell mettendo al suo posto l'ex allenatore del City Joe Mercer: quel giorno però, O'Farrell sta osservando una società rivale, non potendo ricevere la notizia e Mercer decide di rifiutare l'offerta. Dopo questo periodo i risultati dello United migliorano sensibilmente ma una dura sconfitta contro i rivali del Crystal Palace, con i quali lo United era in lotta per non retrocede, col punteggio di 5-0 porta al licenziamento di O'Farrell il 19 dicembre. Coi ritiri quasi simultanei di Foulkes e di Charlton e con il nuovo annuncio del ritiro di Best finisce l'era di Busby.

### Il periodo transitorio del dopo Busby
Tre giorni dopo, lo scozzese Tommy Docherty viene annunciato come nuovo allenatore della società, iniziando subito una serie di acquisti tra i quali Lou Macari. Lo United recupera e chiude il torneo inglese al diciottesimo posto. In questo momento rimangono pochi elementi dell'era Busby e gli unici giocatori di livello in rosa sono Macari e il capitano Martin Buchan. A fine stagione Denis Law passa ai rivali del Manchester City a costo zero, scatenando le proteste dei tifosi. George Best decide di prolungare il suo contratto fino alla fine della stagione 1973-1974. Lo United lotta per non retrocede ma a due giornate dalla fine la squadra è costretta a fare quattro punti sperando che il Birmingham City perde entrambe le sue partite rimanenti. Il Birmingham City vince il proprio incontro e i Red Devils, impegnati contro il City, vengono battuti per 1-0, retrocedendo in seconda divisione. La squadra non giocava nella seconda categoria dal 1937.

Una fase di Juventus-Manchester Utd, Coppa UEFA 1976-1977.

Nell'estate del 1974, Best è messo fuori squadra, rimanendo ancora legato ai Red Devils fino al 1975, quando viene ceduto in modo definitivo allo Stockport County. Dopo la retrocessione, Docherty decide di escludere i membri rimanenti della squadra di Busby, tenendo solo il portiere Stepney. Il nuovo Manchester United viene costituito da una squadra di giovani attorno a Sammy McIlroy, che aveva raggiunto buoni livelli durante la parte finale della stagione 1973-1974. Nonostante giochi in seconda divisione, gli spettatori alle partite dello United sono molto numerosi, e i Red Devils ripagano la fiducia vincendo la seconda divisione 1975. Risalito in First Division, Docherty sfiora il titolo, arrivando al terzo posto. Il Southampton sconfigge il club nella finale di FA Cup (1-0). La società conclude il campionato del 1976 al sesto posto, vincendo la FA Cup: in finale, cade il Liverpool sul 2-1. Con questo successo la squadra impedisce ai Reds di completare il treble, dopo aver vinto Football League e Coppa Campioni. In questo periodo l'United vanta in squadra giocatori del calibro di Steve Coppell, Brian Greenhoff, Jimmy Greenhoff, Arthur Albiston e Stuart Pearson.
Un mese dopo, Docherty rivela di avere una relazione con Mary Brown, moglie del fisioterapista della società Laurie Brown, annunciando di lasciare sua moglie per sposare la Brown. Il club impone allo scozzese le dimissioni, Docherty si rifiuta ma la società lo caccia. Nonostante la vicenda desta scalpore, il licenziamento di Docherty non può essere legalmente giudicato dalla relazione con la Brown, perciò la società decide di motivare l'esonero con il fatto che lo scozzese aveva sfruttato la sua posizione di allenatore per comprare dei biglietti per le due finali di coppa per poi rivenderli con profitto. Nonostante ciò, era ben noto il motivo per il quale Docherty era stato licenziato, e quest'ultimo poteva citare in giudizio il Manchester United per licenziato illecito ma lo scozzese non lo fece.
Docherty era popolare tra i tifosi e il nuovo manager, Dave Sexton, doveva necessariamente vincere per dissipare i paragoni sfavorevoli. Il palmarès di Sexton è dalla sua parte: vanta la vittoria di FA Cup e Coppa delle Coppe UEFA con il Chelsea e viene da una stagione sopra le aspettative con il QPR.
Vincendo la FA Cup 1977, lo United è qualificato in Coppa delle Coppe, superando il Saint-Étienne al primo turno (3-1) ma uscendo agli ottavi contro il Porto, vittorioso per 6-5 nel doppio confronto (4-0 in Portogallo, 5-2 a Manchester). Nel 1979 i Red Devils raggiungono nuovamente la finale della FA Cup ma sono sconfitti per 3-2 dall'Arsenal. Tra i movimenti di mercato più importanti, Sexton mette a segno i colpi Joe Jordan e Gordon McQueen, entrambi acquistati dal Leeds Utd.
Nel 1980 la squadra chiude il campionato inglese al secondo posto, dietro al Liverpool. Durante questa stagione alcuni tifosi dello United sono accusati di un crollo avvenuto al Ayresome Park, che provoca due vittime tra i tifosi del Middlesbrough. Scoppiano delle controversie anche perché sembrava che la società pagasse i propri calciatori illegalmente. Nella stagione seguente la squadra parte male sia in campionato sia in FA Cup, dove viene subito estromessa. Nel tentativo di risalire la china, Sexton acquista l'attaccante Garry Birtles per £ 1,25 milioni, ma l'acquisto si rivela fallimentare: Birtles impiega 30 incontri prima di segnare la sua prima rete. Nonostante la squadra inanella sette vittorie nelle ultime sette partite, chiude il torneo del 1981 all'ottavo posto e Sexton decide di dimettersi.

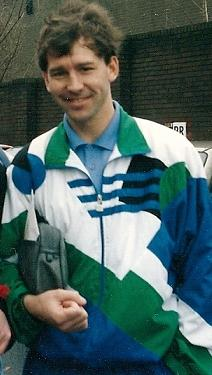
Bryan Robson è stato capitano più longevo del Manchester United, avendo indossato la fascia per dodici anni.

Alla ricerca di un nuovo allenatore, il presidente Edwards decide di ingaggiare Ron Atkinson. Atkinson è un promettente manager: ha portato il West Bromwich più volte in Europa, riuscendo ad arrivare ai quarti di finale della Coppa UEFA 1978-1979. Inoltre, nella stagione 1978-1979, si è fatto notare in una sfida contro l'United vinta per 5-3 a Manchester. Atkinson ottiene il record per il trasferimento britannico più costoso di sempre acquistando l'attaccante Bryan Robson dal WBA in cambio di £ 1,75 milioni e acquistando contemporaneamente anche il suo compagno di squadra Remi Moses per £ 750.000.
Il centrocampista Norman Whiteside diviene presto uno dei membri fondamentali della squadra all'età di 17 anni. Alla sua stagione iniziale, Atkinson guadagna la prima posizione che mantiene fino alla dodicesima giornata quando è scavalcato dal Liverpool, concludendo al terzo posto il campionato. In FA Cup i Red Devils escludono West Ham (2-0), Luton Town (0-2), Derby County (0-1), Everton (1-0) e Arsenal (2-1), raggiungendo la finale, pareggiata 2-2 contro il Brighton & Hove. Nel replay della finale, il Manchester United vince con un netto 4-0, ottenendo l'accesso alla successiva Coppa delle Coppe. Nella stagione seguente lo United cade in FA Cup, perdendo 2-0 contro il Bournemouth, squadra di terza divisione. Nella Coppa delle Coppe supera Dukla Praha (3-3, regola dei gol fuori casa), Spartak Varna (1-4) e Barcellona (2-0 in Spagna, 3-0 in Inghilterra), venendo estromessa dalla Juventus (2-3). Il torneo nazionale viene chiuso al quarto posto.
Nel 1984-1985 fa il suo esordio Mark Hughes, selezionato a fine stagione come giovane calciatore britannico dell'anno della PFA. In Coppa UEFA il Manchester United fatica ad arrivare ai quarti di finale, eliminando dal torneo Győri ETO (5-2), PSV (1-0 dopo i tempi supplementari) e Dundee United (5-4), uscendo ai danni del Videoton (1-1, 4-5 ai rigori). In campionato la società termina al quarto posto, ottenendo un altro accesso alla Coppa UEFA. In FA Cup lo United si riprende una rivincita sul Bournemouth, sconfiggendolo per 3-0, ed escludendo anche Coventry City (2-1), Blackburn Rovers (2-0), West Ham (4-2), Liverpool (2-1 nel replay, dopo aver pareggiato 2-2) ed Everton (1-0, decide Whiteside ai tempi supplementari e in dieci per l'espulsione di Kevin Moran, che diviene il primo calciatore espulso in una finale di FA Cup), vincendo la competizione.
Nel 1986 i Red Devils partono bene, inanellando dieci vittorie consecutive nei primi dieci incontri e portandosi a +10 sugli inseguitori già a ottobre. A metà stagione però, con l'infortunio di Bryan Robson, il rendimento della squadra cala e il campionato si conclude al quarto posto. All'inizio del 1986 la squadra decide di vendere Hughes contro la sua volontà: il calciatore gallese comincia a bere, sviluppando un problema con l'alcol che influisce seriamente sulla sua forma fisica poco prima di firmare per il Barcellona a fine stagione in cambio di una cifra attorno ai £ 2 milioni. Nonostante delle voci vedano Atkinson lontano da Manchester, rimpiazzato dallo scozzese Alex Ferguson, allenatore dell'Aberdeen, Atkinson inizia la stagione 1986-1987 sulla panchina dello United. L'annata inizia con tre sconfitte consecutive, tra le quali un 1-0 contro il Charlton, neopromosso. Durante l'autunno lo United ha delle prestazioni altalenanti, non riuscendo mai ad uscire definitivamente dalla zona retrocessione. Il 5 novembre del 1986, a seguito di un 4-1 rimediato contro il Southampton in Football League Cup, Atkinson viene licenziato.

### L'era Ferguson

#### Dagli anni 1980 ai successi nei primi anni 1990

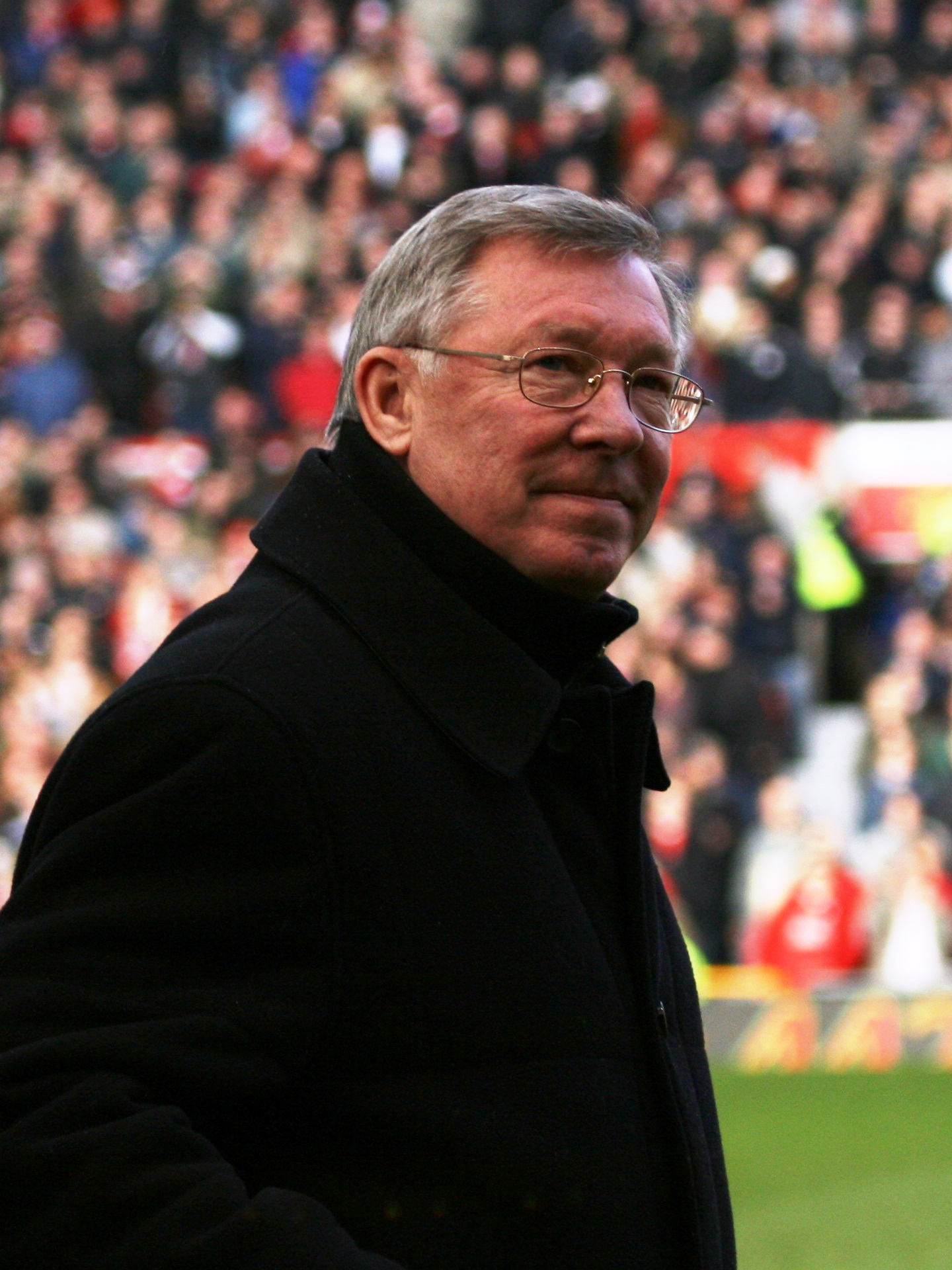
Sir Alex Ferguson, allenatore del Manchester United dal 1986 al 2013.

Nello stesso giorno in cui Atkinson viene licenziato, il 6 novembre 1986, Alex Ferguson firma come nuovo allenatore del Manchester United. Ferguson, scozzese, viene da un'esperienza all'Aberdeen e come CT della Scozia e decide di reimpostare subito il sistema delle giovanili. Alla sua prima partita, il neo allenatore dei Red Devils perde 2-0 contro l'Oxford United. Il 22 novembre ottiene il suo primo successo in un 1-0 contro il QPR. Nel giorno di Santo Stefano del 1986, la squadra ottiene un 1-0 ad Anfield contro il Liverpool: questa sarà l'unica vittoria della squadra durante la stagione, chiudendo il torneo al dodicesimo posto. Nell'estate seguente Ferguson fa i suoi primi acquisti: vengono presi Viv Anderson dall'Arsenal e Brian McClair dal Celtic. Nella stagione seguente, il Manchester United raggiunge il secondo posto nel campionato inglese, a -9 dai campioni d'Inghilterra del Liverpool, dando forti ambizioni ai tifosi per la stagione successiva.
Dopo aver sofferto numerosi infortuni tra i calciatori della prima squadra nel corso della stagione 1988-1989, Ferguson decide di far debuttare diversi calciatori delle giovanili in prima squadra, tra i quali anche Lee Sharpe. Una striscia di sei vittorie consecutive consente alla squadra di raggiungere il terzo posto nel mese di febbraio ma a maggio il club finisce all'undicesimo posto. Durante la stagione 1989-1990, il club riceve un'offerta d'acquisto pubblica da parte di Michael Knighton; il presidente Martin Edwards decide di accettare l'offerta in cambio di £ 20 milioni, ma l'affare salta quando i finanziatori di Knighton si tirano fuori dall'affare. In questo momento Ferguson rischia il licenziamento, a causa dei risultati negativi in campionato. In FA Cup 1989-1990 invece, lo United esclude Nottingham Forest (0-1), Hereford United (0-1), Newcastle United (2-3), Sheffield United (0-1) e Oldham Athletic (1-0 nel replay, dopo aver pareggiato per 3-3), raggiungendo la finale contro il Crystal Palace e pareggiando 3-3 ai supplementari. Nel replay della finale, il Manchester United ottiene il successo per 1-0, vincendo il trofeo, mentre il campionato inglese è chiuso al tredicesimo posto, a cinque punti dalla zona retrocessione. Questa è la peggior posizione raggiunta dalla squadra dal 1975.
Il successo in FA Cup non solo consente al club di competere per la Coppa delle Coppe 1990-1991, ma rappresenta soprattutto la base di un lungo ciclo di vittorie sotto la guida di Ferguson. I Red Devils superano Pécsi Mecsek (3-0), Wrexham (5-0), Montpellier (3-1) e Legia Varsavia (2-4). Nella finale, disputata allo Stadion Feijenoord di Rotterdam, i ragazzi di Ferguson sconfiggono il favoritissimo Barcellona con il punteggio di 2-1. La squadra giunge al sesto posto in campionato; in FA Cup l'avventura si chiude al quinto turno contro il Norwich City. In Football League Cup lo United esclude Halifax Town (5-2), Liverpool (3-1), Arsenal (2-6), Southampton (3-2 nel replay, dopo aver pareggiato 1-1) e Leeds United (3-1), raggiungendo la finale dove la squadra cade contro lo Sheffield Wednesday dell'ex allenatore Ron Atkinson (0-1). Nel giugno del 1991, il Manchester United è quotato sulla borsa di Londra, con una valutazione di £ 18 milioni. Nella stagione 1991-1992, aiutato dall'arrivo del portiere danese Peter Schmeichel proveniente dal Brøndby per £ 505.000, il Manchester United, nel mese di aprile, lotta per il titolo inglese contro il Leeds United; i Red Devils perdono le sfide contro West Ham (0-1) e Liverpool (0-2), consentendo al Leeds di assicurarsi il titolo. Tuttavia, il club vince la League Cup, sconfiggendo il Nottingham Forest in finale (1-0) dopo aver eliminato Cambridge United (4-1), Portsmouth (3-1), Oldham (2-0), Leeds (1-3) e Middlesbrough (2-1 nel replay, dopo aver pareggiato 0-0). A fine stagione l'ala diciottenne gallese Ryan Giggs è votato miglior giovane calciatore dell'anno della PFA.

#### I due double

Éric Cantona, tra i protagonisti della rinascita sportiva del Manchester United negli anni '90 del XX secolo

Nel 1992 il Manchester United acquista Éric Cantona dal Leeds in cambio di £ 1,2 milioni. Il club esce al quinto turno di FA Cup per mano dello Sheffield United, vittorioso per 2-1 in casa; in campionato i Red Devils vincono il titolo e a fine stagione Giggs viene nominato miglior giovane calciatore dell'anno della PFA per il secondo anno di fila. Nel mercato estivo del 1993 lo United paga £ 3,75 milioni per il centrocampista irlandese del Nottingham Forest Roy Keane. La stagione 1993-1994 si apre con un successo arrivato ai calci di rigore contro l'Arsenal in Supercoppa. La squadra prende il comando della Premier in agosto e lo mantiene per tutta la stagione, laureandosi campione a maggio, terminando il torneo con sette lunghezze di vantaggio sul Blackburn secondo. Cantona conta 25 reti in tutte le competizioni ed è votato giocatore dell'anno della PFA. Infine, il club batte anche il Chelsea nella finale di FA Cup con un rotondo 4-0, arrivando anche nella finale di Football League Cup, ma perdendo 3-1 contro l'Aston Villa. A fine stagione lo storico capitano Bryan Robson si trasferisce al Middlesbrough e l'unico acquisto rilevante nella stagione seguente è quello del difensore David May, acquistato dal Blackburn per £ 1,2 milioni. Nella stagione successiva Éric Cantona sale agli onori della cronaca per demeriti extrasportivi: il 25 gennaio del 1995, durante la sfida contro il Crystal Palace, viene espulso per aver tirato un calcio Richard Shaw, che lo tratteneva; mentre si dirige verso gli spogliatoi un tifoso avversario, Matthew Simmons, lo insulta con epiteti razzisti e Cantona decide di attaccarlo con una mossa di kung-fu, seguita da una scarica di pugni. Cantona viene bandito dal calcio inizialmente per tre mesi per mano del Manchester United, in seguito la FA decide di aumentare la pena a cinque mesi di sospensione e a 120 ore di servizi sociali. In questo periodo lo United deve fare a meno anche di Paul Parker, Giggs e Andrej Kančel'skis, fuori per infortunio. In questa stagione esordiscono giovani calciatori del calibro di Paul Scholes e Phil Neville. In particolare Scholes impressiona la società, segnando 5 reti in 17 incontri. In seguito, fanno il loro debutto anche Gary Neville, David Beckham e Nicky Butt. Il club supera nuovamente la barriera del trasferimento britannico più costoso acquistando Andy Cole dal Newcastle per £ 7 milioni (£ 6 milioni più Keith Gillespie, valutato £ 1 milione). Cole, comprato poche settimane prima per far da riserva alla coppia Cantona-Hughes, dopo l'incidente di Cantona riesce ad ottenere il posto da titolare, andando subito in gol: sigla cinque marcature in Manchester United-Ipswich Town (9-0), incontro che stabilisce il record per la vittoria più larga in Premier dei Red Devils. La società lotta per il titolo, perdendolo all'ultima giornata ai danni del Blackburn; in FA Cup arriva fino alla finale, persa 1-0 contro l'Everton. Il Manchester United non concludeva una stagione senza vincere almeno un trofeo dal 1989.

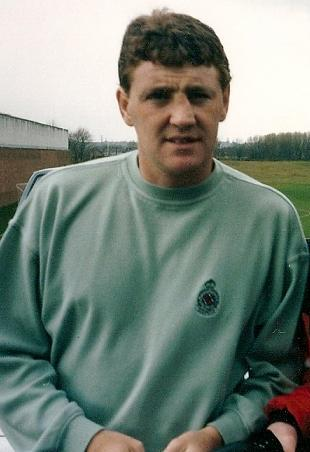
Steve Bruce, qui ritratto nel 1992, è stato capitano del Manchester United, di cui ha vestito la maglia per nove anni

Prima dell'inizio della stagione 1995-1996, il club annuncia la vendita di Paul Ince (all'Inter), di Mark Hughes (al Chelsea) e di Kančel'skis (all'Everton). Invece di acquistare dei sostituti, Ferguson promuove in prima squadra Beckham, i fratelli Neville, Scholes e Butt. In molti ipotizzano la conquista del titolo da parte di società che hanno speso molto sul mercato, del calibro di Newcastle, Liverpool e Arsenal. Tra le altre, spicca una famosa dichiarazione del difensore dei Reds Alan Hansen: "non vinci mai niente con i ragazzini" ("you'll never win anything with kids"), rilasciata il 19 agosto 1995 a Match of the Day. I Red Devils sconfiggono la critica: nonostante un ritardo di dieci punti nei confronti del Newcastle a Natale, la società recupera, raggiungendo la vetta della Premier verso la metà di marzo e conquistando il titolo con un 3-0 sul Middlesbrough dell'ex Robson, nell'ultima partita stagionale. Una settimana dopo il Manchester United sconfigge anche il Liverpool (1-0) nella finale di FA Cup, diventando la prima squadra inglese a vincere il double in due occasioni. Éric Cantona firma 19 reti in stagione, ed è nominato giocatore dell'anno della FWA dai giornalisti calcistici e, con la partenza di Steve Bruce verso il Birmingham City, il francese diviene anche capitano.
Nella stagione seguente lo United vince il suo quarto titolo inglese in cinque anni, aiutato dalle 19 reti siglate dall'attaccante norvegese Solskjær. In Champions League, nonostante tre sconfitte, la società passa la fase a gironi e supera anche il Porto ai quarti di finale, raggiungendo la semifinale contro il Borussia Dortmund, dove i tedeschi, futuri vincitori del torneo, eliminano gli inglesi per 2-0. A fine stagione Cantona annuncia il ritiro. Il suo posto è rilevato da Teddy Sheringham, acquistato per £ 3,5 milioni dal Tottenham. Nella stagione 1997-1998 la squadra lotta per il titolo inglese contro l'Arsenal, arrivando in seconda posizione proprio alle spalle dei Gunners. In seguito Ferguson abbatte per due volte il record del trasferimento più costoso acquistando prima il difensore Jaap Stam dal PSV (per € 17 milioni), poi l'attaccante Dwight Yorke dall'Aston Villa (per € 19,25 milioni). L'ala Jesper Blomqvist, arrivato dal Parma in cambio di € 6,5 milioni p l'ultimo acquisto fatto durante la stagione. Nell'estate del 1998 partono anche due veterani dello United: Brian McClair, che ritorna al Motherwell dopo aver vestito la maglia dei Red Devils per undici anni, e Gary Pallister, che ritorna al Middlesbrough dopo aver giocato a Manchester per nove stagioni.

#### Daltrebleai primi anni 2000

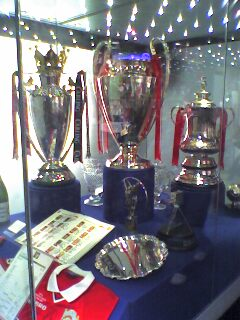
I trofei del treble del 1998-1999

La stagione 1998-1999 è di maggior successo nella storia del Manchester United. La squadra vince la Premier League, la FA Cup e la Champions League, diventando la prima squadra inglese a vincere campionato, coppa e Champions League nella stessa stagione. Durante la lotta per vincere tutte le competizioni, il club rimane imbattuta dal giorno di Santo Stefano 1998 fino al maggio del 1999, per un totale di trentatré incontri consecutivi in tutte le competizioni. In questa stagione lo United si guadagna una reputazione da squadra imbattibile anche nelle circostanze più negative, vincendo e pareggiando diversi incontri con una o più reti negli ultimi minuti dell'incontro. Tra le più grandi rimonte sono da ricordare quella sul Liverpool nel quarto turno di FA Cup, che i Reds conducono dal 3' all'85', quella sulla Juventus nella semifinale di Champions League, quella sull'Arsenal nella semifinale di FA Cup e quella sul Bayern Monaco nella finale di Champions League.
Il Manchester United perde subito diversi incontri ad inizio stagione, tra cui la Supercoppa inglese (3-0 contro l'Arsenal), tre incontri di campionato e i quarti di finale di League Cup contro i futuri vincitori del torneo, il Tottenham (3-1). In FA Cup la squadra elimina Middlesbrough (3-1), Liverpool (2-1), Fulham (1-0), Chelsea (2-0), Arsenal (2-1 nel replay e ai tempi supplementari, dopo aver pareggiato 0-0) e, in finale batte il Newcastle per 2-0, aggiudicandosi il trofeo. In campionato la società supera di un punto l'Arsenal e di quattro punti il Chelsea, vincendo la Premier con il miglior attacco e con Yorke miglior marcatore del torneo con 18 gol, andando a formare la coppia più prolifica del campionato assieme ad Andy Cole, autore di 17 centri. In Champions League il Manchester United supera il Łódz ai preliminari (2-0), arrivando alla fase a gironi; inserito nel girone D assieme a Bayern Monaco, Barcellona e Brøndby, lo United due vittorie (6-2 e 5-0 contro i danesi) e quattro pareggi contro Barcellona e Bayern Monaco, totalizzando 10 punti, uno in meno dei tedeschi ma due in più rispetto al Barcellona; dopo aver passato la fase a gironi da imbattuti, i Red Devils proseguono il cammino europeo eliminando anche le italiane Inter (3-1) e Juventus (4-3): contro i bianco neri, a Manchester, Giggs segna l'1-1 al 92' e nel ritorno a Torino, la Juventus parte subito forte segnando due reti nei primi dieci minuti con una doppietta di Filippo Inzaghi ma gli inglesi rimontano, portandosi sul 3-2 e vincendo l'incontro. In finale, gli inglesi affrontano il Bayern Monaco, già incontrato nella fase a gironi. La partita si mette subito in salita: al 6' Mario Basler realizza un calcio di punizione, portando in vantaggio il Bayern Monaco. Il Manchester United cerca di fare gioco ma il primo tempo si chiude sullo 0-1 per i tedeschi. Nella ripresa i tedeschi si fanno sempre più pericolosi e perciò Ferguson opta di schierare Sheringham (attaccante) al posto di Blomqvist (esterno sinistro), portando la squadra a giocare dal 4-4-2 al 4-3-3; la risposta di Ottmar Hitzfeld è affidata a Mehmet Scholl che entra al posto di Alexander Zickler, creando diverse occasioni pericolose; negli ultimi dieci minuti lo scozzese inserisce anche Solskjær al posto di Andy Cole; nei minuti di recupero Beckham porta a spesso mezzo centrocampo tedesco e serve Gary Neville che mette in mezzo e conquista un calcio d'angolo; da questo corner, battuto da Beckham, la palla spiove al centro dell'area, dove è presente anche il portiere Schmeichel, e la sfera viene rinviata verso Giggs che colpisce in direzione della porta e sulla traiettoria del tiro tocca Sheringham, che fa 1-1 al 91'; al 93' i Red Devils conquistano un altro angolo, Beckham batte dalla stessa posizione del primo gol, crossa in mezzo, Sheringham anticipa tutti e colpisce di testa e sul pallone si avventa Solskjær che spedisce la sfera alle spalle di Oliver Kahn, completando la rimonta. Molti dei calciatori tedeschi sono sopraffatti dalla disperazione tanto che è necessaria l'assistenza dell'arbitro Collina per portarli fuori dal terreno di gioco. La vittoria sembrava essere del Bayern, tante che i nastri della squadra erano già stati messi sul trofeo. Inoltre il presidente dell'UEFA Lennart Johansson, che aveva lasciato gli spalti prima del pareggio di Sheringham per farsi strada ad andare a presentare la Coppa Campioni, già decorata con i nastrini del Bayern, ritornato a match concluso, uscendo dal tunnel disse: "non posso crederci, i vincitori stanno piangendo e i perdenti stanno festeggiando" ("I can't believe it, the winners are crying and the losers are dancing"). Il trofeo viene alzato da Schmeichel, alla sua ultima partita con il Manchester United, e da Ferguson. In Europa il club non perde alcun incontro: l'unica squadra a non aver mai perso in quell'edizione contro i Red Devils fu il Barcellona, reduce da due pareggi per 3-3 nella fase a gironi. Secondo alcuni quello del 1999 fu il miglior Manchester United di sempre.

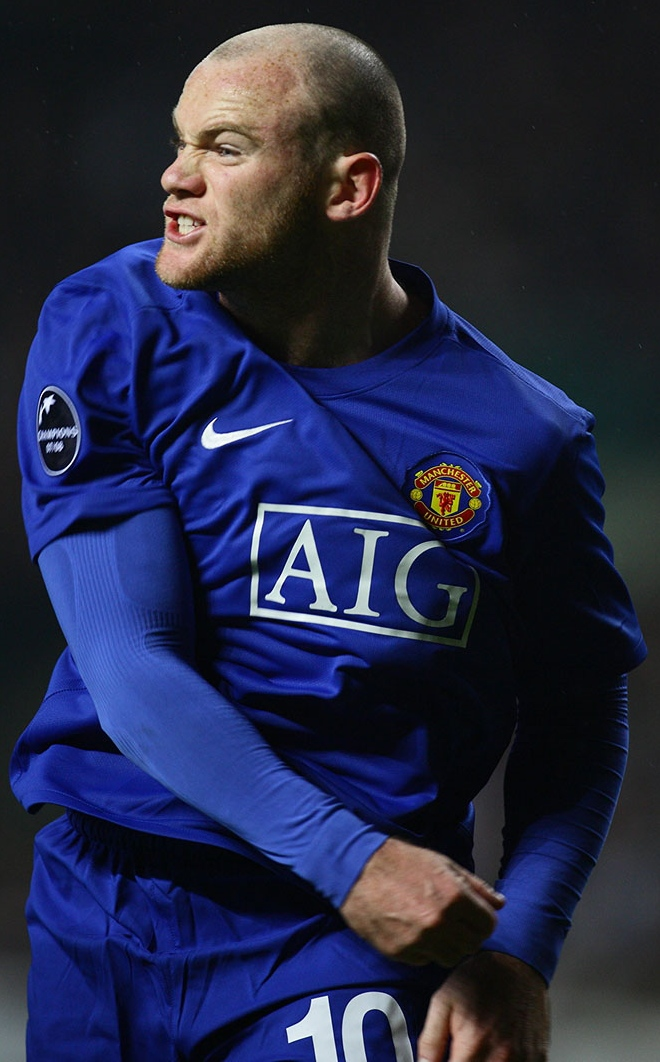
Wayne Rooney

Il Manchester United inizia la stagione 1999-2000 perdendo la Supercoppa inglese per 2-1 contro l'Arsenal e la Supercoppa europea contro la Lazio (0-1). In compenso vince l'Intercontinentale battendo per 1-0 i brasiliani del Palmeiras grazie ad una rete di Keane. I Red Devils dominano il campionato, conquistando il titolo con 91 punti, 18 in più dell'Arsenal secondo in classifica. In League Cup la squadra è esclusa al terzo turno dall'Aston Villa (3-0) e a scapito della partecipazione alla FA Cup, lo United partecipa alla prima edizione della Coppa del mondo per club FIFA, nonostante le critiche da parte dei media. In Champions lo United supera agevolmente due fasi a gironi, venendo eliminato ai quarti dal Real Madrid (3-2), futuro vincitore del trofeo. A fine stagione Sheringham è eletto giocatore dell'anno della PFA e giocatore dell'anno della FWA, ritornando al Tottenham. Al suo posto è chiamato Ruud van Nistelrooy, acquistato per € 28,5 milioni dal PSV, abbattendo nuovamente il record del trasferimento più costoso; il record è presto infranto dall'arrivo del centrocampista Juan Sebastián Verón, pagato € 42,6 milioni dalla Lazio. L'avventura nella Coppa del mondo si chiude alla fase a gironi, dove gli inglesi sono eliminati. Nella stagione 2000-2001 i Red Devils vincono nuovamente il titolo inglese davanti all'Arsenal, uscendo subito in League Cup (2-1 dal Sunderland al quarto turno) e in FA Cup (0-1 contro il West Ham nel quarto turno) e perdendo la Supercoppa inglese contro il Chelsea ad inizio stagione (2-0); in UEFA Champions League il Manchester United supera le due fasi a gironi concludendole al secondo posto, accedendo ai quarti di finale ma perdendo contro il Bayern Monaco, per 1-3.
Nel 2001 il club partecipa alla sua settima Supercoppa inglese consecutiva, perdendo per la quinta volta consecutiva, in questa occasione ai danni del Liverpool (2-1). In campionato la squadra conclude al terzo posto, dietro ad Arsenal e Liverpool, in FA Cup non supera il quarto turno (2-0 a Middlesbrough) e in League Cup viene esclusa al terzo turno con un netto 4-0 imposto dai Gunners. In Champions, nonostante un girone abbastanza agevole, gli inglesi fanno fatica, rimediando due sconfitte contro gli spagnoli del Deportivo (2-1 in Spagna e 2-3 in patria); chiudono infine il gruppo G al secondo posto, accedendo alla seconda fase a gironi, dove incontrano i rivali del Bayern Monaco; i tedeschi e lo United finiscono il girone a 12 punti, senza perdere alcun incontro; ai quarti di finale, gli uomini di Ferguson si prendono una rivincita sul Deportivo vincendo 2-0 in Spagna e 3-2 a Manchester e arrivando in semifinale, dove vengono esclusi per la regola dei gol fuori casa dal Bayer Leverkusen (2-2 a Manchester, 1-1 a Leverkusen). Dopo quindici anni nel club, inizialmente l'allenatore scozzese decide di dimettersi ma in seguito cambia idea e rinnova il contratto. Nell'estate del 2002 il difensore del Leeds Rio Ferdinand viene acquistato in cambio di £ 29 milioni (circa € 46 milioni), superando nuovamente il record del trasferimento inglese più costoso. È di notevole fattura il successo in campionato nel 2003: il Manchester United, a marzo, ha un ritardo di 8 punti nei confronti dell'Arsenal capolista, ma i Red Devils recuperano, superando gli avversari e staccandoli di cinque punti. In FA Cup lo United non supera il quinto turno, perdendo 2-0 contro l'Arsenal; nella League Cup il club supera Leicester City (2-0), Burnley (0-2), Chelsea (1-0) e Blackburn (4-2), prima di perdere in finale contro il Liverpool (2-0); in Champions League gli inglesi superano due fasi a gironi (nel secondo gruppo è inclusa anche la Juventus), uscendo ai quarti contro il Real Madrid (3-1 a Madrid, 4-3 a Manchester). Nell'estate del 2003, David Beckham viene ceduto al Real Madrid in cambio di £ 25 milioni (circa € 37,5 milioni). In seguito Ferguson dichiarerà: "un giorno ha deciso di diventare una star e ha pensato di essere diventato più importante di me. Quel giorno ho deciso che doveva andarsene".

#### Dal 2003 alla terza Champions League

Ryan Giggs è il calciatore che ha vinto più titoli nella storia del calcio inglese.

Prima dell'inizio della stagione 2003-2004 viene prelevato dallo Sporting Lisbona il giovane portoghese Cristiano Ronaldo, le cui prestazioni sono acquistate in cambio di 12,24 milioni di sterline (circa 17,5 milioni di euro). Ad agosto i Red Devils tornano a vincere la Supercoppa inglese, battendo l'Arsenal ai calci di rigore. In Football League Cup lo United esce al quarto turno per mano del Blackburn (2-0), mentre in FA Cup il club estromette Aston Villa (1-2), Northampton Town (0-3), Manchester City (4-2), Fulham (2-1), Arsenal (0-1) e Millwall, sconfitto in finale con un rotondo 3-0. In campionato lo United cede ad un imbattuto Arsenal, che termina l'annata con 90 punti, e al Chelsea, anche a causa della perdita di Rio Ferdinand, risultato positivo ad un test antidoping e sospeso dalla FA per otto mesi. Nel nuovo formato dalla UEFA Champions League, che non prevede più la seconda fase a gironi, il Manchester United supera con facilità la fase a gironi e raggiunge gli ottavi di finale, dove è eliminato in modo beffardo al termine del doppio confronto con il Porto, che dopo aver vinto per 2-1 in casa segna il decisivo gol dell’1-1 nei minuti di recupero del secondo tempo della partita di ritorno all’Old Trafford.
Nella stagione seguente Ferguson perde la Supercoppa inglese 2004 ai danni dell'Arsenal (3-1). La squadra fallisce la vittoria in tutte le restanti competizioni: in campionato la società termina in terza posizione, dietro a Chelsea e Arsenal; in FA Cup raggiunge la finale dopo aver eliminato Exeter City (0-2), Middlesbrough (3-0), Everton (0-2), Southampton (0-4) e Newcastle (1-4), ma perde la prima edizione della FA Cup decisa ai tiri di rigore, contro l'Arsenal; in League Cup è eliminato in semifinale dal Chelsea (1-2) e in Champions League, dopo aver superato la fase a gironi, cade agli ottavi di finale contro il Milan (pareggio per 0-0 in casa e sconfitta per 1-0 a San Siro).
Nel maggio del 2005 la famiglia statunitense Glazer acquisisce quasi completamente la proprietà del Manchester United, valutata in circa £ 800 milioni, e nel giugno successivo entra nella borsa di Londra. In segnato di protesta, un gruppo di tifosi crea un omonimo club, il Football Club United of Manchester.
Nel mese di novembre del 2005, Roy Keane lascia il club dopo aver aspramente criticato i compagni di squadra in un'intervista all'MUTV che il capo esecutivo decide di non mandare in onda. Nel gennaio seguente, durante la finestra di mercato, arrivano i difensori Nemanja Vidić e Patrice Evra. L'insuccesso in FA Cup, dove la squadra esce al quinto turno contro il Liverpool (1-0), è controbilanciato dal successo nella Coppa di Lega: la società sconfigge Barnet (4-1), WBA (3-1), Birmingham City (1-3), Blackburn (2-1) e Wigan (4-0). In Champions, l'United, messo nel girone D assieme a Villarreal, Benfica e Lilla, termina all'ultimo posto, non riuscendo né a superare il girone né a qualificarsi per la Coppa UEFA: per la prima volta dall'istituzione della Champions League, nel 1992, i Red Devils non superano la fase a gironi del torneo. Il Manchester United termina il campionato inglese al secondo posto, dietro al Chelsea.
Nella stagione seguente, i Red Devils cadono in League Cup al quarto turno contro il Southend United, società di quarta divisione. In FA Cup la squadra supera Aston Villa (2-1), Portsmouth (2-1), Reading (1-1, 2-3), M'Boro (2-2, 1-0) e Watford (1-4), arrivando alla finale contro il Chelsea, persa 1-0 ai tempi supplementari. In Champions League il club supera la fase a gironi, escludendo anche il Lilla agli ottavi (0-2); ai quarti, i Red Devils perdono a Roma contro l'omonima squadra per 2-1, ma poi trionfano per 7-1 a Manchester con le doppiette di Michael Carrick e di Cristiano Ronaldo ed eguagliando la vittoria più larga nella storia della società, stabilita nella Coppa Campioni del 1968 quando la squadra di Busby sconfisse il Waterford United 7-1; in semifinale, il Milan, futuro vincitore della Champions, esclude gli inglesi dopo aver perso a Manchester 3-2 e aver vinto a Milano 3-0. A maggio la squadra vince il titolo inglese, superando la concorrenza del Chelsea. In questa stagione spicca il talento di Ronaldo, autore di 23 reti in tutte le competizioni: a fine stagione il portoghese è nominato giocatore dell'anno della PFA e giovane calciatore dell'anno della PFA, entrando nella squadra dell'anno della PFA assieme a van der Sar, Ferdinand, Gary Neville, Vidić, Evra, Scholes e Giggs.

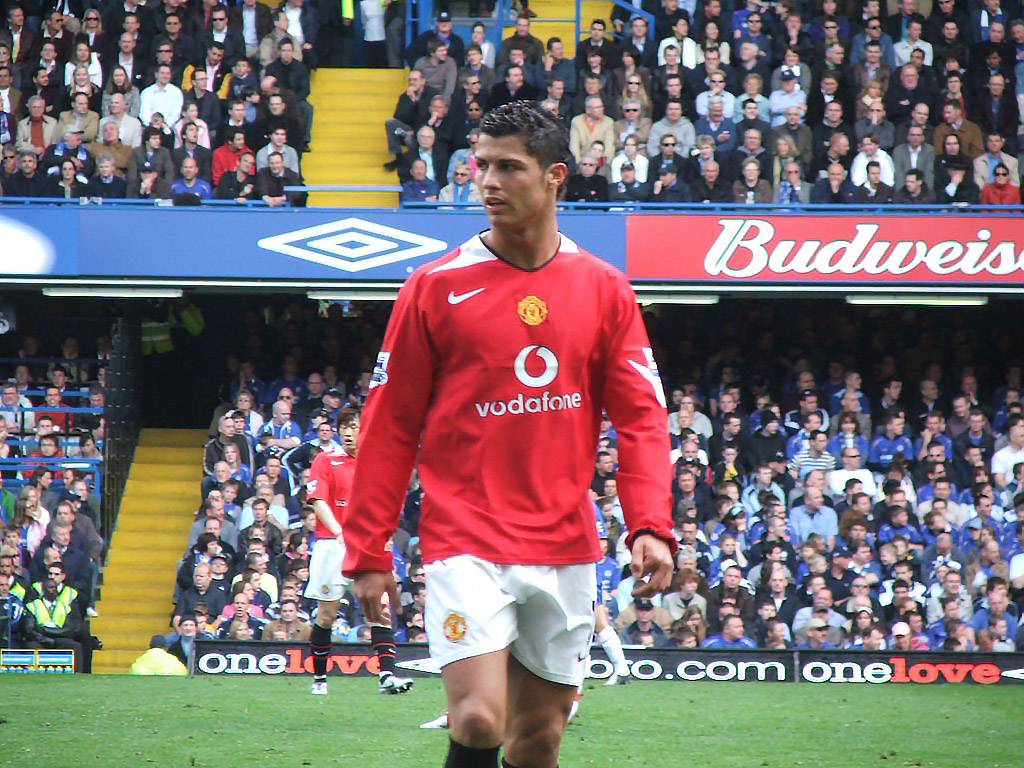
Cristiano Ronaldo ha segnato 118 reti in 292 incontri con la maglia dei Red Devils dal 2003 al 2009.

Nella stagione successiva i Red Devils vincono subito la Supercoppa inglese battendo il Chelsea ai rigori. In FA Cup la società cade al sesto turno contro il Portsmouth (1-0), in una sfida che ha visto Ferdinand protagonista in porta a causa dell'infortunio di van der Sar; in League Cup esce invece al terzo turno contro il Coventry City (0-2). In Champions League il Manchester United supera da imbattuto la fase a gironi, esclude il Lione (1-2), la Roma già affrontata nella fase a gironi (0-3) e il Barcellona (0-1), e raggiunge la finale tutta inglese contro il Chelsea. A Mosca, Ronaldo porta in vantaggio i suoi, ma Frank Lampard pareggia; le squadre vanno prima ai supplementari, poi ai rigori: dagli undici metri sbagliano prima Ronaldo, poi John Terry (che poteva decidere l'esito della sfida, avendo tirato fuori il quinto rigore), e infine Nicolas Anelka, con il risultato che lo United vince la sua terza Champions League. In questa stagione, capocannoniere dell'edizione sia della Champions che della Premier, vinta dai Red Devils in volata su Chelsea e Arsenal, è ancora Cristiano Ronaldo, che mette a segno 42 gol in 49 incontri in tutte le competizioni consacrandosi a campione mondiale, mentre Giggs supera il record di presenze di Bobby Charlton. Dopo aver vinto la Supercoppa inglese ai rigori contro il Portsmouth, nel dicembre 2008, la squadra sconfigge l'LDU Quito, vincendo il mondiale per club. In questa stagione lo United conquista il record per il maggior numero di tempo giocato senza subire reti e il primo marzo la squadra batte il Tottenham ai rigori, conquistando la Coppa di Lega. In FA Cup i Red Devils sono esclusi in semifinale contro l'Everton, che vince ai rigori. Nel mese di maggio il club conquista l'undicesimo titolo, davanti a Liverpool e Chelsea. In Champions, dopo aver superato la fase a gironi, gli inglesi superano Inter (0-2), Porto (3-2) e Arsenal (4-1), accedendo alla finale, dove ha la meglio il Barcellona (2-0).

#### L'ultimo quinquennio di Ferguson
In estate Ronaldo viene ceduto al Real Madrid per £ 80 milioni (circa € 94 milioni) e Carlos Tévez viene venduto ai rivali del Manchester City in cambio di € 29 milioni. A sostituire Ronaldo viene acquistato il veloce esterno del Wigan Luis Antonio Valencia per € 18,9 milioni. A inizio stagione il Manchester United perde la Supercoppa inglese contro il Chelsea, nuovamente ai calci di rigore. In FA Cup esce al terzo turno contro il Leeds (0-1), concentrandosi sulla Coppa di Lega: estromette Wolverhampton (1-0), Barnsley (0-2), Tottenham (2-0), Manchester City (4-3) e Aston Villa (1-2), riuscendo a difendere il titolo conquistato nella stagione precedente. In Champions League la squadra inglese supera la fase a gironi ed esclude il Milan agli ottavi (7-2), ma perde al turno successivo contro il Bayern Monaco, che riesce a rimontare sia la partita d'andata (da 0-1 a 2-1) sia quella di ritorno (da 3-0 a 3-2), riuscendo a passare per la regola dei gol fuori casa nonostante la sconfitta rimediata a Manchester. In Premier i Red Devils finiscono secondi a 85 punti, uno in meno del Chelsea campione. Nell'estate del 2010 viene acquistato l'attaccante messicano Javier Hernández dal Guadalajara per € 7,5 milioni. Il primo incontro ufficiale della stagione, la Supercoppa inglese 2010, è vinto contro il Chelsea (3-1). In League Cup il cammino dell'United si arresta contro il West Ham (4-0), mentre in FA Cup, nonostante le vittorie contro Liverpool (1-0), Southampton (1-2), Crawley Town (1-0) e Arsenal (2-0), la società si arrende ai rivali del City (1-0) in semifinale. In campionato il Manchester United vince il dodicesimo titolo inglese e in Champions League raggiunge nuovamente la finale, per la seconda volta in tre anni: dopo aver vinto il proprio girone, gli inglesi superano Olympique Marsiglia (1-2), Chelsea (1-3) e Schalke 04 (2-6), ritrovando il Barcellona nella finale del maggiore torneo continentale; a Wembley, gli spagnoli passano in vantaggio con Pedro ma Wayne Rooney fa l'1-1, riuscendo a chiudere il primo tempo in parità. Nella ripresa segnano Lionel Messi e David Villa, che portano il punteggio sul 3-1, consegnando la Champions al Barcellona.
Nella stagione 2011-2012, il Manchester United, dopo aver vinto la Supercoppa inglese 2011 contro i cugini del City, esce al quinto turno della Coppa di Lega contro il Crystal Palace (1-2) ed è eliminato al quarto turno di FA Cup contro il Liverpool (2-1). In Champions League il club si fa superare da Benfica e Basilea, retrocedendo in Europa League, competizione che giocano per la prima volta; ai sedicesimi, gli inglesi escludono l'Ajax (2-0 ad Amsterdam, 1-2 a Manchester), ma escono subito agli ottavi contro l'Athletic Bilbao, che riesce a vincere sia a Manchester, per 2-3, sia in casa, per 2-1. Non va meglio neanche in campionato: dopo aver ripreso il comando della classifica alla ventottesima giornata, i Red Devils, a tre giornate dalla fine, perdono il derby contro il Manchester City per 1-0, cedendo il comando della classifica ai rivali; il City e l'United vincono le rispettive partite contro Newcastle (2-0) e Swansea City (0-2), e il titolo viene conteso all'ultimo turno; Rooney segna lo 0-1 a Sunderland, permettendo ai Red Devils di ottenere i tre punti; nel frattempo a Manchester il City sta perdendo per 1-2 contro il QPR ma, nei minuti di recupero, due reti del City ribaltano il punteggio da 1-2 a 3-2 e permettono ai Citizens di vincere il campionato, nonostante l'United abbia gli stessi punti, per la miglior differenza reti.
Nella stagione 2012-2013 il Manchester United viene eliminato sia dalla FA Cup sia dalla League Cup per opera del Chelsea, che esclude gli avversari al sesto turno di FA Cup (1-0) e al quarto turno di League Cup (5-4). In Champions League gli inglesi superano il proprio girone ma vengono eliminati agli ottavi dal Real Madrid (3-2). Il 22 aprile 2013, lo United vince però automaticamente il suo tredicesimo titolo inglese dopo aver sconfitto l'Aston Villa. Questo è l'ultimo titolo dell'era Ferguson, che l'8 maggio annuncia le dimissioni da allenatore, consigliando alla dirigenza l'ingaggio del connazionale e conoscente David Moyes.

### Il dopo-Ferguson

#### La parentesi Moyes
Il 1º luglio del 2013 è reso noto che il nuovo allenatore del Manchester United è David Moyes, con contratto di sei anni. Ferguson rimane nella società come direttore e ambasciatore del club. L'11 agosto seguente Moyes conquista il suo primo titolo, vincendo la Supercoppa inglese 2013 contro il Wigan con una doppietta di Robin van Persie, aprendo in bellezza la stagione 2013-2014. Eppure, i Red Devils ottengono però risultati deludenti: in campionato chiudono al settimo posto, risultato peggiore per il club in Premier League; in tal modo non solo mancano la qualificazione alla Champions League per la prima volta dal 1996, ma restano fuori dalle competizioni europee dopo ventiquattro anni, risultando tra l'altro l'unica squadra inglese sempre presente dal 1990 al 2014. In Champions League, superata agevolmente la fase a gironi, il Manchester United incontra l'Olympiakos agli ottavi di finale, perdendo 2-0 in Grecia ma vincendo 3-0 all'Old Trafford, in virtù della tripletta messa a segno da Robin van Persie. Ai quarti i Red Devils vengono eliminati dalla competizione dal Bayern Monaco. Il 22 aprile 2014, a seguito della sconfitta per 2-0 in casa dell'Everton, la squadra esonera David Moyes e lo sostituisce con Ryan Giggs per le restanti partite del campionato.

#### L'era van Gaal

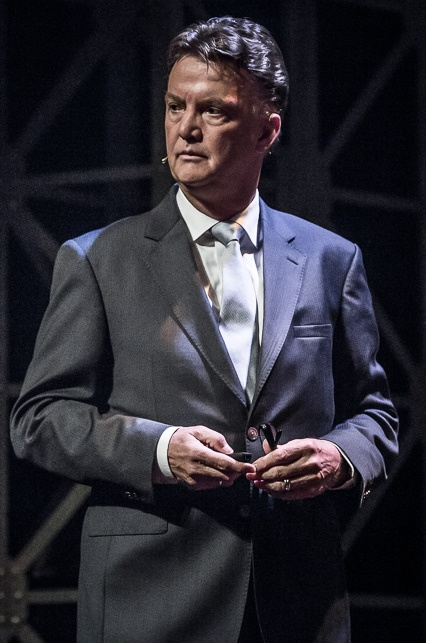
Louis van Gaal.

Il 19 maggio 2014 viene ufficializzato l'ingaggio di Louis van Gaal, in quel momento ct dei Paesi Bassi, come allenatore del Manchester United dopo il mondiale del 2014. La campagna acquisti estiva è faraonica: in totale vengono sborsati circa 200 milioni di euro per il calciomercato, e a Manchester arrivano Ander Herrera dall'Athletic Club per 36 milioni di euro, Luke Shaw dal Southampton per 37,5 milioni e Angel Di Maria dal Real Madrid per 75 milioni; negli ultimi cinque giorni di mercato vengono inoltre acquistati l'olandese Daley Blind dall'Ajax per 17,5 milioni di euro e il colombiano Radamel Falcao in prestito dal Monaco per 7,6 milioni. Nonostante i grandi investimenti, l'inizio di stagione è complicato per la squadra di van Gaal: i Red Devils vengono sconfitti 2-1 all'Old Trafford dallo Swansea City al debutto in Premier League, mentre alla seconda giornata pareggiano per 1-1 sul campo del Sunderland. Il 26 agosto arriva anche l'eliminazione al secondo turno di League Cup per mano del MK Dons, club militante nella terza divisione inglese, che sconfigge lo United 4-0. Alla terza giornata di campionato la squadra pareggia 0-0 contro il Burnley al Turf Moor. La prima vittoria stagionale arriva il 14 settembre, grazie al 4-0 casalingo contro il Queens Park Rangers, ma nella settimana successiva arriva un'ulteriore sconfitta, inflitta dal Leicester City per 5-3, dopo uno svantaggio iniziale di 1-3. Nel corso della stagione, lo United riesce tuttavia a risalire la classifica e chiude il campionato al quarto posto, qualificandosi così ai preliminari di Champions League.
Durante la sessione estiva di calciomercato seguente il club si rafforza acquistando diversi talenti, ma cede alcuni fuoriclasse quali Angel Di Maria, che va al Paris Saint-Germain per 63 milioni di euro, e Robin van Persie, che va al Fenerbahce per 5,5 milioni. Durante la stagione 2015-2016, il Manchester United supera i play-off di Champions League battendo il Club Brugge, ma finisce terzo nel gruppo B della fase a gironi dietro a Wolfsburg e PSV, qualificandosi in compenso ai sedicesimi di finale di Europa League. Superato il Midtjylland col brivido (perdendo 1-2 in Danimarca e vincendo 5-1 all'Old Trafford), il cammino dei Red Devils termina agli ottavi, dove vengono eliminati dal Liverpool. Il campionato non regala allo United le gioie sperate: la squadra di van Gaal raggiunge soltanto il quinto posto in classifica, restando nuovamente fuori dalla Champions League. Il 21 maggio 2016 il club vince la dodicesima FA Cup della sua storia, la prima dal 2004, battendo in finale il Crystal Palace 2-1 dopo i tempi supplementari.
Il 23 maggio 2016 l'allenatore Louis van Gaal viene esonerato.

#### L'era Mourinho, il primo alloro in Europa League

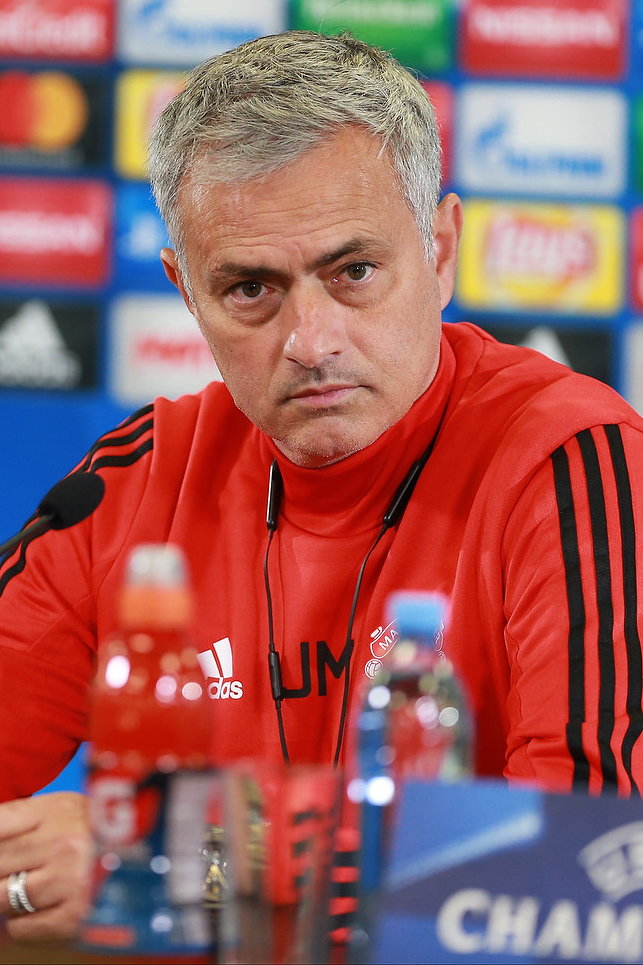
José Mourinho, vincitore di una UEFA Europa League e di una Coppa di Lega inglese alla guida del Man United.

In sostituzione del tecnico olandese, per la 2016-2017 il club sceglie come nuovo allenatore José Mourinho, ex tecnico del Chelsea, ufficializzato il 27 maggio. Durante l'estate il Manchester United acquista dalla Juventus il francese Paul Pogba per 105 milioni di euro, siglando il trasferimento più oneroso nella storia del calcio. Il 7 agosto il Manchester United vince il suo ventunesimo Community Shield, battendo 2-1 il Leicester City campione d'Inghilterra. Il 26 febbraio 2017 lo United vince la sua quinta coppa di lega, battendo in finale il Southampton per 3-2. I Red Devils raggiungono soltanto il sesto posto in campionato, nonostante una striscia record di 24 risultati utili consecutivi, ma il 24 maggio 2017, battendo in finale l'Ajax 2-0, vincono per la prima volta l'Europa League, ottenendo così un posto nella successiva UEFA Champions League.
Aperta dalla sconfitta nella Supercoppa europea contro il Real Madrid (2-1) alla Arena Philip II di Skopje, la stagione 2017-2018 prosegue tra alti e bassi: la squadra di Mourinho chiude il campionato al secondo posto, ma nelle coppe arrivano due brucianti eliminazioni (agli ottavi di finale di UEFA Champions League contro il Siviglia e ai quarti di finale di Coppa di Lega contro il Bristol City, squadra di seconda serie). Il cammino in FA Cup prosegue invece sino alla finale, persa per 1-0 contro il Chelsea. Sulla stessa falsariga si svolge la stagione 2018-2019, ma con un rendimento peggiore in campionato. Malgrado la qualificazione agli ottavi di finale di Champions League ottenuta con il secondo posto nel girone vinto dalla Juventus, Mourinho lascia il club il 18 dicembre 2018, con la squadra sesta in Premier League a 19 punti dalla vetta e a 11 da un posto utile per la qualificazione alla Champions, peggiore inizio stagionale dal 1990-1991.

#### L'era Solskjær
Il nuovo tecnico, l'ex calciatore dei Red Devils Ole Gunnar Solskjær, ottiene 12 risultati utili consecutivi (tra cui 6 vittorie di fila nelle prime 6 partite), diventando il primo allenatore nella storia del Manchester United a vincere le prime 6 partite di campionato della propria gestione (il precedente primato apparteneva a Matt Busby, che nel 1946 aveva vinto le sue prime 5 gare di campionato da allenatore del club). Il norvegese conduce la squadra ai quarti di finale di UEFA Champions League, a cinque anni dall'ultima qualificazione a questo turno. Visti gli ottimi risultati conseguiti, il 28 marzo 2019 ottiene il rinnovo del contratto per tre anni. Dalla Champions il Man United sarà eliminato ai quarti dal Barcellona, mentre dalla FA Cup uscirà sempre ai quarti per mano del Wolverhampton; in Premier League la squadra termina al sesto posto, qualificandosi all'Europa League.
La stagione 2019-2020 vede i Red Devils in affanno nella prima parte dell'annata, ma dopo la sospensione per la pandemia di COVID-19 la squadra si risolleva e grazie a un buon girone di ritorno centra il terzo posto in Premier League. I Red Devils sono però eliminati in semifinale dal Chelsea in FA Cup, dal Manchester City in  Coppa di Lega, e persino contro il Siviglia in Europa League.
Nella stagione 2020-2021 (che vede l'acquisto di Edinson Cavani ex-Paris Saint-Germain), lo United si classifica secondo in Premier League dietro ai rivali del City. In FA Cup batte per 1-0 il Watford al terzo turno e il Liverpool al quarto per 3-2, seguito agli ottavi dal West Ham Utd per 1-0 ai supplementari, ma ai quarti subisce un'inattesa sconfitta per 3-1 contro il Leicester City, poi vincitore del torneo. In Coppa di Lega batte Luton Town al terzo turno, il Brighton al quarto e l'Everton ai quarti, ma deve arrendersi ai rivali del City futuri vincitori del torneo. In Europa, il Man United finisce nel Gruppo H di Champions League, ma dopo un inizio promettente viene battuto alle ultime giornate da Paris Saint-Germain ed RB Lipsia, giungendo terzo dietro di loro e venendo così retrocesso in Europa League; lì batte in sequenza il Real Sociedad ai sedicesimi (4-0 in trasferta e 0-0 in casa), il Milan agli ottavi (1-1 in casa e 1-0 in trasferta), il Granada ai quarti (2-0 andata e ritorno) e la Roma in semifinale (6-2 in casa, e sconfitta per 3-2 in trasferta, con un complessivo 8-5 per gli inglesi); deve però arrendersi alla finale contro il Villarreal, che dopo un 1-1 ai regolamentari e supplementari, trionfa 11-10 nella lotteria ai rigori, cui è fatale il penalty sbagliato di de Gea.
La stagione 2021-2022 vede tra gli altri il ritorno di Cristiano Ronaldo, a dodici anni dalla prima esperienza con i Red Devils, e gli acquisti di Raphaël Varane e Jadon Sancho. Tre gravi sconfitte in campionato, a cui si aggiunge la sconfitta contro il West Ham Utd al terzo turno in Coppa di Lega che estromette i Red Devils, minano la fiducia nel tecnico. In UEFA Champions League il Man United inizia male il suo girone, perdendo contro gli svizzeri dello Young Boys, ma poi si riprende e vince il girone, accedendo agli ottavi. Dopo l'inattesa sconfitta per 4-1 contro il modesto Watford in campionato, nel mese di novembre Solskjær viene esonerato.

#### Da Rangnick a Ten Hag
Dopo la parentesi dell'inglese Michael Carrick durata pochi giorni, il 3 dicembre 2021 subentra sulla panchina dello United il tedesco Ralf Rangnick, che in FA Cup guida la squadra sino al quarto turno, dove i Red Devils sono eliminati dal Middlesbrough ai rigori, mentre in UEFA Champions League è fatale il turno degli ottavi di finale, dove perdono contro l'Atlético Madrid (1-1 a Madrid e 0-1 a Manchester). Malgrado le 24 reti di Ronaldo in tutte le competizioni, il bilancio dell'annata è molto deludente: lo United si piazza sesto, con il minimo storico di punti ottenuti dal club in Premier League.
La prima parte della stagione 2022-2023, sotto la guida dell'allenatore Erik ten Hag, è altalenante e caratterizzato da contrasti tra l'ambiente e un insofferente Cristiano Ronaldo, il quale, a causa di alcune dichiarazioni polemiche nei confronti di dirigenti e allenatore rese a mezzo stampa, viene allontanato tramite una risoluzione consensuale del contratto, ufficializzata durante la pausa del campionato determinata dal campionato del mondo 2022. Una sequenza di risultati positivi (14 vittorie in 17 partite) ottenuti nei primi mesi del 2023 consente alla squadra di centrare la qualificazione alla UEFA Champions League, mentre in Coppa di Lega i diavoli rossi raggiungono la finale e dopo sei anni rivincono il trofeo, battendo per 2-0 il Newcastle Utd; viene raggiunta anche la finale di Coppa d'Inghilterra, persa contro il Manchester City per 2-1, mentre in Europa League viene eliminato dal Siviglia ai quarti.
La stagione 2023-2024 è sostanzialmente negativa. Nonostante una ricca campagna acquisti e il lancio di vari giovani del vivaio come Alejandro Garnacho e Kobbie Mainoo, la squadra chiude ultima in un girone di UEFA Champions League sulla carta abbordabile, con Bayern Monaco, Copenaghen e Galatasaray, mentre in Premier League si piazza ottava, peggiore piazzamento dello United in Premier League, con il massimo di sempre di gol concessi dal club (60), fallendo l'aggancio alla zona valida per un posto nelle coppe europee. In FA Cup, tuttavia, il Manchester United arriva in finale e batte il Manchester City per 2-1, vendicando la sconfitta della precedente stagione e ottenendo l'accesso all'Europa League.